# Éditions de Magic : L'Assemblée
 (février 2025).
- Si vous ne connaissez pas le sujet, laissez ce bandeau (vous pouvez alors contacter les auteurs).
- Si vous supprimez le contenu mis en cause (vous pouvez préalablement contacter les auteurs),

argumentez précisément cette suppression dans la page de discussion
(un manque de référence n'est pas un argument ; une recherche réelle de référence doit avoir été effectuée, être formellement documentée).
 (février 2017).
 (février 2025).
Cette page détaille les éditions du jeu de cartes à collectionner Magic : L'Assemblée.
Wizards of the Coast a édité les cartes Magic sous forme d’éditions de base et d’extensions. Les éditions de base sont largement constituées de cartes préexistantes. Les extensions étendent le jeu en ajoutant des nouvelles cartes aux éditions de base.
À partir de l'édition Ère glaciaire, les extensions sont regroupées en blocs (ou cycles) de plusieurs extensions, chacun comprenant une extension autonome (stand-alone) de plus de 200 cartes, suivie de deux petites extensions, qui développent en général les thèmes introduits dans l'extension autonome. Comme les éditions de base, les extensions autonomes contiennent des terrains de base, ce qui permet d'y jouer sans aucune carte d'une édition de base ; les autres extensions n'en contiennent pas. L'extension autonome de chaque bloc paraît au mois d'octobre de chaque année, les deux petites extensions suivantes paraissent en février et en mai ou juin de l'année suivante.
Les éditions de base de Magic paraissent généralement en été. Longtemps, les éditions de base n'ont contenu que des réimpressions d'anciennes cartes, provenant soit de la toute première édition (dite « Alpha »), soit des extensions. À partir de la onzième édition, Magic 2010 (sortie en 2009), les éditions de base comprennent aussi des cartes entièrement nouvelles, et paraissent tous les ans.
Dans les tableaux suivants, les éditions n'ayant pas de nom en français n'ont pas été éditées en langue française.

## Tableau récapitulatif des éditions
| Éditions de base     |                     |      |                                                       |                  |                  |                                 |
| Nom en français      | Nom en anglais      | Code | Description du symbole                                | Date de parution | Nombre de cartes | Cartes premium                  |
|                      | Alpha               | LEA  | Symbole non visible sur les cartes                    | 5 août 1993      | 295              | non                             |
|                      | Beta                | LEB  | Symbole non visible sur les cartes                    | octobre 1993     | 302              | non                             |
|                      | Unlimited           | 2ED  | Symbole non visible sur les cartes                    | décembre 1993    | 302              | non                             |
| 3e édition           | Revised             | 3ED  | Symbole non visible sur les cartes                    | avril 1994       | 306              | non                             |
| 4e édition           | 4th Edition         | 4ED  | Symbole non visible sur les cartes                    | mai 1995         | 378              | non                             |
| 5e édition           | 5th Édition         | 5ED  | Symbole non visible sur les cartes                    | 24 mars 1997     | 449              | non                             |
| Classique 6e édition | Classic 6th Edition | 6ED  | Le chiffre romain 6                                   | 27 avril 1999    | 350              | oui (seulement promotionnelles) |
| 7e édition           | 7th Edition         | 7ED  | Le chiffre arabe 7                                    | 2 avril 2001     | 350              | oui                             |
| 8e édition           | 8th Edition         | 8ED  | Le chiffre huit au-dessus de trois cartes en éventail | 28 juillet 2003  | 350 + 7          | oui                             |
| 9e édition           | 9th Edition         | 9ED  | Le chiffre neuf au-dessus de trois cartes en éventail | 29 août 2005     | 350 + 9          | oui                             |
| 10e édition          | 10th Edition        | 10E  | Le chiffre romain dix                                 | 13 juillet 2007  | 383              | oui                             |
| Magic 2010           | Edition 2010        | M10  | "M10" stylisé sur fond de cadre noir                  | 17 juillet 2009  | 249              | oui                             |
| Magic 2011           | Edition 2011        | M11  | "M11" stylisé sur fond de cadre noir                  | 16 juillet 2010  | 249              | oui                             |
| Magic 2012           | Edition 2012        | M12  | "M12" stylisé sur fond de cadre noir                  | 15 juillet 2011  | 249              | oui                             |
| Magic 2013           | Edition 2013        | M13  | "M13" stylisé sur fond de cadre noir                  | 13 juillet 2012  | 249              | oui                             |
| Magic 2014           | Edition 2014        | M14  | "M14" stylisé sur fond de cadre noir                  | 19 juillet 2013  | 249              | oui                             |
| Magic 2015           | Edition 2015        | M15  | "M15" stylisé sur fond de cadre noir                  | 18 juillet 2014  | 269              | oui                             |
| Magic Origines       | Magic Origins       | ORI  | Le symbole des planeswalkers à l'horizon              | 17 juillet 2015  | 272              | oui                             |
| Magic 2019           | Magic 2019          | M19  | "M19" stylisé sur fond de cadre noir                  | 20 juillet 2018  | 269              | oui                             |
| Magic 2020           | Magic 2020          | M20  | "M20" stylisé sur fond de cadre noir                  | 12 juillet 2019  | 344              | oui                             |
| Magic 2021           | Magic 2021          | M21  | "M21" stylisé sur fond de cadre noir                  | 3 juillet 2020   | 397              | oui                             |

## Tableau récapitulatif des extensions
| Nom en français                                     | Nom en anglais              | Code    | Description du symbole                                                                   | Date de parution  | Nombre de cartes | Cartes premium |
| --------------------------------------------------- | --------------------------- | ------- | ---------------------------------------------------------------------------------------- | ----------------- | ---------------- | -------------- |
| Premières extensions hors bloc                      |                             |         |                                                                                          |                   |                  |                |
|                                                     | Arabian Nights              | ARN     | Un cimeterre                                                                             | décembre 1993     | 78               | non            |
|                                                     | Antiquities                 | ATQ     | Une enclume                                                                              | mars 1994         | 100              | non            |
|                                                     | Legends                     | LEG     | Le chapiteau d'une colonne dorique                                                       | juin 1994         | 310              | non            |
|                                                     | The Dark                    | DRK     | Un croissant de Lune                                                                     | août 1994         | 119              | non            |
|                                                     | Fallen Empires              | FEM     | Une couronne                                                                             | novembre 1994     | 187              | non            |
| Terres natales                                      | Homelands                   | HML     | Le plan de l'Ulgrotha                                                                    | octobre 1995      | 140              | non            |
| Bloc Ère glaciaire                                  |                             |         |                                                                                          |                   |                  |                |
| Ère glaciaire                                       | Ice Age                     | ICE     | Un flocon de neige                                                                       | juin 1995         | 383              | non            |
| Alliances                                           | Alliances                   | ALL     | Une bannière flottant au vent                                                            | 10 juin 1996      | 199              | non            |
| Souffle glaciaire                                   | Coldsnap                    | CSP     | Trois stalactites                                                                        | 21 juillet 2006   | 155              | oui            |
| Bloc Mirage                                         |                             |         |                                                                                          |                   |                  |                |
| Mirage                                              | Mirage                      | MIR     | Un palmier                                                                               | 7 octobre 1996    | 350              | non            |
| Visions                                             | Visions                     | VIS     | La lettre V stylisée (le triangle de la guerre zhalfirin)                                | 2 février 1997    | 167              | non            |
| Aquilon                                             | Weatherlight                | WTH     | Un livre ouvert (un tome Thran)                                                          | 9 juin 1997       | 167              | non            |
| Bloc Tempête                                        |                             |         |                                                                                          |                   |                  |                |
| Tempête                                             | Tempest                     | TMP     | Un nuage de tempête                                                                      | 4 octobre 1997    | 350              | non            |
| Forteresse                                          | Stronghold                  | STH     | Une herse levée                                                                          | 5 mars 1998       | 143              | non            |
| Exode                                               | Exodus                      | EXO     | Un pont                                                                                  | 16 juin 1998      | 143              | non            |
| Bloc Urza                                           |                             |         |                                                                                          |                   |                  |                |
| L'Épopée d'Urza                                     | Urza's Saga                 | USG     | Deux engrenages                                                                          | 8 octobre 1998    | 350              | non            |
| L'Héritage d'Urza                                   | Urza's Legacy               | ULG     | Un marteau                                                                               | 16 février 1999   | 143              | oui            |
| La Destinée d'Urza                                  | Urza's Destiny              | UDS     | Un Erlen                                                                                 | 7 juin 1999       | 143              | oui            |
| Bloc Mercadia                                       |                             |         |                                                                                          |                   |                  |                |
| Les Masques de Mercadia                             | Mercadian Masques           | MMQ     | Un masque                                                                                | 4 octobre 1999    | 350              | oui            |
| Némésis                                             | Nemesis                     | NMS     | Une hallebarde                                                                           | 14 février 2000   | 143              | oui            |
| Prophétie                                           | Prophecy                    | PCY     | Trois cristaux                                                                           | 6 juin 2000       | 143              | oui            |
| Bloc Invasion                                       |                             |         |                                                                                          |                   |                  |                |
| Invasion                                            | Invasion                    | INV     | Le symbole de la Coalition                                                               | 3 octobre 2000    | 350              | oui            |
| Planeshift                                          | Planeshift                  | PLS     | Un portail tourbillonnant                                                                | 5 février 2001    | 143              | oui            |
| Apocalypse                                          | Apocalypse                  | APC     | Le masque de Yaugzebul                                                                   | 4 juin 2001       | 143              | oui            |
| Bloc Odyssée                                        |                             |         |                                                                                          |                   |                  |                |
| Odyssée                                             | Odyssey                     | ODY     | Un orbe sur un pied en forme d'hélice (le Mirari)                                        | 21 septembre 2001 | 350              | oui            |
| Tourment                                            | Torment                     | TOR     | Un ouroboros                                                                             | 4 février 2002    | 143              | oui            |
| Jugement                                            | Judgment                    | JUD     | Une balance                                                                              | 27 mai 2002       | 143              | oui            |
| Bloc Carnage                                        |                             |         |                                                                                          |                   |                  |                |
| Carnage                                             | Onslaught                   | ONS     | Un Morph à quatre jambes                                                                 | 7 octobre 2002    | 350              | oui            |
| Légions                                             | Legions                     | LGN     | Deux piques croisées derrière un bouclier                                                | 4 février 2003    | 145              | oui            |
| Fléau                                               | Scourge                     | SCG     | La tête d'un dragon                                                                      | 27 mai 2003       | 143              | oui            |
| Bloc Mirrodin                                       |                             |         |                                                                                          |                   |                  |                |
| Mirrodin                                            | Mirrodin                    | MRD     | L'épée de Kaldra                                                                         | 3 octobre 2003    | 306              | oui            |
| Sombracier                                          | Darksteel                   | DST     | Le bouclier de Kaldra                                                                    | 6 février 2004    | 165              | oui            |
| La Cinquième Aube                                   | 5th Dawn                    | 5DN     | Le heaume de Kaldra                                                                      | 4 juin 2004       | 165              | oui            |
| Bloc Kamigawa                                       |                             |         |                                                                                          |                   |                  |                |
| Guerriers de Kamigawa                               | Champions of Kamigawa       | CHK     | Un torii                                                                                 | 1er octobre 2004  | 306              | oui            |
| Traîtres de Kamigawa                                | Betrayers of Kamigawa       | BOK     | Un shaken                                                                                | 4 février 2005    | 165              | oui            |
| Libérateurs de Kamigawa                             | Saviors of Kamigawa         | SOK     | Une lanterne                                                                             | 3 juin 2005       | 165              | oui            |
| Bloc Ravnica                                        |                             |         |                                                                                          |                   |                  |                |
| Ravnica : la cité des guildes                       | Ravnica: the City of Guilds | RAV     | Une tour                                                                                 | 7 octobre 2005    | 306              | oui            |
| Le Pacte des guildes                                | Guildpact                   | GPT     | Le sceau du Pacte des Guildes                                                            | 3 février 2006    | 165              | oui            |
| Discorde                                            | Dissension                  | DIS     | Le sceau brisé du Pacte des Guildes                                                      | 5 mai 2006        | 180              | oui            |
| Bloc Spirale Temporelle                             |                             |         |                                                                                          |                   |                  |                |
| Spirale temporelle                                  | Time Spiral                 | TSP/TSB | Un sablier                                                                               | 6 octobre 2006    | 301 + 121        | oui            |
| Chaos planaire                                      | Planar Chaos                | PLC     | Un sablier incliné, deux plans qui fusionnent, les lettres P et C stylisées              | 2 février 2007    | 165              | oui            |
| Vision de l'avenir                                  | Future Sight                | FUT     | Un œil à travers une faille temporelle                                                   | 4 mai 2007        | 180              | oui            |
| Bloc Lorwyn                                         |                             |         |                                                                                          |                   |                  |                |
| Lorwyn                                              | Lorwyn                      | LRW     | Une oreille pointue ou une feuille d'arbre                                               | 12 octobre 2007   | 301              | oui            |
| Lèveciel                                            | Morningtide                 | MOR     | Un soleil enflammé                                                                       | 1er février 2008  | 165              | oui            |
| Bloc Sombrelande                                    |                             |         |                                                                                          |                   |                  |                |
| Sombrelande                                         | Shadowmoor                  | SHM     | Une aile de chauve-souris (la couronne du Roi faucheur)                                  | 2 mai 2008        | 301              | oui            |
| Coucheciel                                          | Eventide                    | EVE     | Une lune enflammée                                                                       | 25 juillet 2008   | 180              | oui            |
| Bloc Eclats d'Alara                                 |                             |         |                                                                                          |                   |                  |                |
| Les Éclats d'Alara                                  | Shards of Alara             | ALA     | Une gemme divisée en cinq parts                                                          | 3 octobre 2008    | 249              | oui            |
| Conflux                                             | Conflux                     | CFX     | Un bouclier divisé en cinq parts                                                         | 6 février 2009    | 145              | oui            |
| La Renaissance d'Alara                              | Alara Reborn                | ARB     | Une ligne horizontale d'où partent 5 lignes en miroir                                    | 30 avril 2009     | 145              | oui            |
| Bloc Zendikar                                       |                             |         |                                                                                          |                   |                  |                |
| Zendikar                                            | Zendikar                    | ZEN     | Un losange représentant un «édron (monolithe volant en forme d'octaèdre)                 | 2 octobre 2009    | 249              | oui            |
| Worldwake                                           | Worldwake                   | WWK     | Un hédron qui s'entrouvre (une croix au milieu)                                          | 5 février 2010    | 145              | oui            |
| L'Ascension des Eldrazi                             | Rise of the Eldrazi         | ROE     | Un hédron ouvert, en forme de croix                                                      | 23 avril 2010     | 248              | oui            |
| Bloc Scars of Mirrodin                              |                             |         |                                                                                          |                   |                  |                |
| Les Cicatrices de Mirrodin                          | Scars of Mirrodin           | SOM     | Un hexagone entouré d'un cercle et contenant un petit hexagone noir                      | 1er octobre 2010  | 249              | oui            |
| Mirrodin Assiégé                                    | Mirrodin Besieged           | MBS     | Mélange du symbole des mirrans et du symbole des phyrexians                              | 4 février 2011    | 155              | oui            |
| La Nouvelle Phyrexia                                | New Phyrexia                | NPH     | Symbole de la faction phyrexianne                                                        | 13 mai 2011       | 175              | oui            |
| Bloc Innistrad                                      |                             |         |                                                                                          |                   |                  |                |
| Innistrad                                           | Innistrad                   | ISD     | Hérons stylisés, dos à dos et entrevauchés                                               | 30 septembre 2011 | 264              | oui            |
| Obscure Ascension                                   | Dark Ascension              | DKA     | Symbole d'Innistrad tourné vers l'intérieur qui "représenterait l'humanité qui se moque" | 3 février 2012    | 158              | oui            |
| Avacyn ressuscitée                                  | Avacyn Restored             | AVR     | Symbole d'Avacyn                                                                         | 4 mai 2012        | 244              | oui            |
| Bloc Return to Ravnica                              |                             |         |                                                                                          |                   |                  |                |
| Retour sur Ravnica                                  | Return to Ravnica           | RTR     | Une mitre stylisée                                                                       | 5 octobre 2012    | 274              | oui            |
| Insurrection                                        | Gatecrash                   | GTC     | Une arche                                                                                | 26 janvier 2013   | 249              | oui            |
| Le Labyrinthe du Dragon                             | Dragon's Maze               | DGM     | Combinaison d'une mitre et d'une arche                                                   | 3 mai 2013        | 156              | oui            |
| Bloc Théros                                         |                             |         |                                                                                          |                   |                  |                |
| Théros                                              | Theros                      | THS     | Une colonne et un arc                                                                    | 27 septembre 2013 | 249              | oui            |
| Créations divines                                   | Born of The Gods            | BNG     | Les cornes de Xenagos                                                                    | 7 février 2014    | 165              | oui            |
| Incursion dans Nyx                                  | Journey into Nyx            | JOU     | Une colonne entourée des cornes de Xenagos                                               | 2 mai 2014        | 165              | oui            |
| Bloc Tarkir                                         |                             |         |                                                                                          |                   |                  |                |
| Les Khans de Tarkir                                 | Khans of Tarkir             | KTK     | Deux cimeterres croisés sur le devant d'un bouclier                                      | 26 septembre 2014 | 269              | oui            |
| Destin Reforgé                                      | Fate Reforged               | FRF     | Représentation stylisée de deux plans/réalités opposés                                   | 23 janvier 2015   | 185              | oui            |
| Les Dragons de Tarkir                               | Dragons of Tarkir           | DTK     | Une tête de dragon reprenant la forme du symbole de Khans of Tarkir                      | 27 mars 2015      | 264              | oui            |
| Bloc Bataille de Zendikar                           |                             |         |                                                                                          |                   |                  |                |
| Bataille de Zendikar                                | Battle for Zendikar         | BFZ     | Un losange représentant un hèdron serti de la lettre Z                                   | 2 octobre 2015    | 274              | oui            |
| Le Serment des Sentinelles                          | Oath of the Gatewatch       | OGW     | Les "lames" de Kozilek                                                                   | 22 janvier 2016   | 184              | oui            |
| Bloc Ténèbres sur Innistrad                         |                             |         |                                                                                          |                   |                  |                |
| Ténèbres sur Innistrad                              | Shadows over Innistrad      | SOI     | Le symbole d'Avacyn retourné verticalement                                               | 8 avril 2016      | 297              | oui            |
| La lune hermétique                                  | Eldritch Moon               | EMN     | Silhouette d'Emrakul                                                                     | 22 juillet 2016   | 205              | oui            |
| Bloc Kaladesh                                       |                             |         |                                                                                          |                   |                  |                |
| Kaladesh                                            | Kaladesh                    | KLD     | Vignes stylisées                                                                         | 30 septembre 2016 | 264              | oui            |
| La révolte éthérique                                | Aether Revolt               | AER     | Fleur stylisée                                                                           | 20 janvier 2017   | 184              | oui            |
| Bloc Amonkhet                                       |                             |         |                                                                                          |                   |                  |                |
| Amonkhet                                            | Amonkhet                    | AKH     | Pyramide dont la partie supérieure flotte au-dessus de la base                           | 28 avril 2017     | 269              | oui            |
| L'âge de la destruction                             | Hour of Devastation         | HOU     | Les cornes de Nicol Bolas                                                                | 14 juillet 2017   | 184              | oui            |
| Bloc Ixalan                                         |                             |         |                                                                                          |                   |                  |                |
| Ixalan                                              | Ixalan                      | XLN     | Une rose des vents                                                                       | 29 septembre 2017 | 279              | oui            |
| Les Combattants d'Ixalan                            | Rivals of Ixalan            | RIX     | Mélange entre Orazca, et la moitié d'une rose des vents                                  | 19 janvier 2018   | 196              | oui            |
| Fin du principe des blocs (passage au modèle "3+1") |                             |         |                                                                                          |                   |                  |                |
| Dominaria                                           | Dominaria                   | DOM     | Un bouclier bénalian                                                                     | 27 avril 2018     | 269              | oui            |

## Sets d'introduction
Il existe également des éditions simplifiées du jeu destinées à l'apprentissage des règles par des joueurs débutants. Ces cartes sont restées illégales en tournoi jusqu'en octobre 2005, date à laquelle elles ont été autorisées dans les formats Legacy et Vintage.
| Nom en français       | Nom en anglais        | Code | Description du symbole                 | Date de parution | Nombre de cartes | Cartes premium |
| --------------------- | --------------------- | ---- | -------------------------------------- | ---------------- | ---------------- | -------------- |
| Portal                |                       |      |                                        |                  |                  |                |
| Portal                | Portal                | POR  | Un portail                             | 1er mai 1997     | 228              | non            |
| Portal Second Age     | Portal Second Age     | P02  | Un pentagone                           | 24 juin 1998     | 165              | non            |
| Portal Three Kingdoms | Portal Three Kingdoms | PTK  | Le caractère chinois pour le chiffre 3 | 6 juillet 1999   | 180              | non            |
| Starter               |                       |      |                                        |                  |                  |                |
| Starter 1999          | Starter 1999          | S99  | Une étoile à 5 branches                | juillet 1999     | 173              |                |
| Starter 2000          | Starter 2000          | S00  | Un S sur une étoile à 5 branches       | juillet 2000     | 57               |                |

## Rééditions, compilations et autres
Les premières rééditions, comme Chronicles et Renaissance, étaient destinées à rendre accessibles les cartes des toutes premières extensions dans certains pays où elles n'avaient pas été distribuées. Par la suite, les réimpressions de cartes ont pris diverses formes, que l'on peut regrouper en trois catégories : des paquets historiques reconstituant des parties de tournoi (comme Beatdown et Deckmasters), des paquets préconstruits à thème (comme les Duel Decks qui mettent en scène l'affrontement entre deux peuples ou entre deux arpenteurs), et des réimpressions ou compilations spéciales destinées surtout aux collectionneurs (comme la série From the Vault, qui réimprime des cartes rares et anciennes en un nombre limité d'exemplaires).
Certains sets spéciaux proposent des règles alternatives et comportent parfois de nouveaux types de cartes utilisés uniquement avec ces règles, comme Planechase qui utilise des cartes représentant les différents plans (mondes) de l'univers de Magic, ou Archenemy qui propose de jouer à un contre plusieurs (le joueur seul représentant un personnage maléfique et machiavélique) et introduit des cartes de Machinations.
| Nom en français     | Nom en anglais                          | Code | Description du symbole                                                     | Date de parution  | Nombre de cartes                        | Cartes premium |
| ------------------- | --------------------------------------- | ---- | -------------------------------------------------------------------------- | ----------------- | --------------------------------------- | -------------- |
| Rééditions          |                                         |      |                                                                            |                   |                                         |                |
| Renaissance         |                                         | sans | multiple                                                                   | mai 1995          | 122                                     | non            |
|                     | Chronicles                              | CHR  | multiple                                                                   | juillet 1995      | 125                                     | non            |
|                     | Duel of the Planeswalkers               | sans | La lettre M stylisée                                                       | juin 2010         | 5x60                                    |                |
| Règles alternatives |                                         |      |                                                                            |                   |                                         |                |
|                     | Planechase                              | HOP  | Deux demi-cercles, celui du bas comportant trois pointes vers le haut.     | 4 septembre 2009  | 4x60 + 40 cartes de plans + dé planaire | non            |
|                     | Archenemy                               | ARC  | Un trident.                                                                | 18 juin 2010.     | 4x60 + 45 cartes de machinations        | non            |
|                     | Magic The Gathering Commander           | COM  | Une couronne                                                               | 17 juin 2011      | 5 decks de 100 + 3 géantes              | oui            |
|                     | Planechase 2012                         | PC2  | Deux demi-cercles, celui du haut ayant trois encoches en forme de pointes. | 1er juin 2012     | 4x60 + 40 cartes de plans + dé planaire | non            |
|                     | Commander's Arsenal                     | CMA  |                                                                            | 2 novembre 2012   | 18 + 10 géantes                         | toutes         |
|                     | Magic Commander 2013                    | C13  |                                                                            | 1er novembre 2013 | 5 decks de 100 + 3 géantes              | oui            |
|                     | Conspiracy                              | CNS  | Un sceau sur un parchemin                                                  | 6 juin 2014       | 210                                     | oui            |
|                     | Magic Commander 2014                    | C14  |                                                                            | 7 novembre 2014   | 5 decks de 100 + 1 géantes              | oui            |
|                     | Magic Commander 2015                    | C15  |                                                                            | 13 novembre 2015  | 5 decks de 100 + 1 géantes              | oui            |
|                     | Conspiracy: Take the Crown              | CN2  | Le sceau de Marchesa, La Rose Noire                                        | 26 août 2016      | 221                                     | oui            |
|                     | Magic Commander 2016                    | C16  |                                                                            | 11 novembre 2016  | 5 decks de 100 + 1 géante               | oui            |
|                     | Archenemy: Nicol Bolas                  | E01  | Les cornes de Nicol Bolas avec la sphère entre                             | 16 juin 2017      | 4x60 + 20 cartes de machinations        | non            |
|                     | Magic Commander 2017                    | C17  |                                                                            | 25 août 2017      | 4 decks de 100 + 1 géante               | oui            |
|                     | Explorers of Ixalan                     | EXL  | Une barre de gouvernail                                                    | 24 novembre 2017  | 47                                      | non            |
|                     | Battlebond                              | BBD  | Deux silhouettes liées devant une forme de diamant                         | 8 juin 2018       | 256                                     | oui            |
|                     | Magic Commander 2018                    | C18  |                                                                            | 10 août 2018      | 4 decks de 100 + 1 géante               | oui            |
| Duel Decks          |                                         |      |                                                                            |                   |                                         |                |
|                     | Duel Decks : Elves vs. Goblins          | EVG  | une hache et une flamme entrelacées                                        | novembre 2007     | 2x60                                    | oui            |
|                     | Duel Decks : Jace vs. Chandra           | JVC  | deux flèches recourbées s'affrontant                                       | novembre 2008     | 2x60                                    | oui            |
|                     | Duel Decks : Divine vs. Demonic         | DVD  | une auréole dont pointent deux cornes                                      | avril 2009        | 2x60                                    | oui            |
|                     | Duel Decks : Garruk vs. Liliana         | GVL  | une feuille à l'intérieur d'un demi-cercle                                 | octobre 2009      | 2x60                                    | oui            |
|                     | Duel Decks: Phyrexia vs. The Coalition  | PVC  | le symbole de la coalition et un portail phyrexian emboîtés                | mars 2010         | 2x60                                    | oui            |
|                     | Duel Decks: Elspeth vs. Tezzeret        | DDF  | deux trapèzes dont il manque des parties                                   | septembre 2010    | 2x60                                    | oui            |
|                     | Duel Decks: Knights vs. Dragons         | TBA  | Un bouclier en forme de dragon en vol                                      | 1er avril 2011    | 2x60                                    | oui            |
|                     | Duel Decks : Ajani vs. Nicol Bolas      | DDG  | Superposition des cornes de Nicol Bolas et de la hache d'Ajani             | 2 septembre 2011  | 2x60                                    | oui            |
|                     | Duel Decks : Venser vs. Koth            | DDI  | Deux zigzag qui s'enroulent                                                | 30 mars 2012      | 2x60                                    | (oui)          |
|                     | Duel Decks : Izzet vs. Golgari          | DDJ  | Combinaison des symboles d'Izzet et de Golgari                             | 7 septembre 2012  | 2x60                                    | (oui)          |
|                     | Duel Decks : Sorin vs. Tibalt           | DDK  | Combinaison d'épées stylisées et de cornes de démons                       | 15 mars 2012      | 2x60                                    | (oui)          |
|                     | Duel Decks : Heroes vs. Monsters        | DDL  | Combinaison d'une hache, d'un casque et d'ailes                            | 6 septembre 2013  | 2x60                                    | (oui)          |
|                     | Duel Decks : Jace vs. Vraska            | DDM  | Symbole arcanique et de tentacule de gorgone                               | 14 mars 2014      | 2x60                                    | (oui)          |
|                     | Duel Decks : Speed vs. Cunning          | DDN  | Œil ailé                                                                   | 5 septembre 2014  | 2x60                                    | (oui)          |
|                     | Duel Decks : Anthology                  | DD3  | Pas de symbole spécifique                                                  | 5 décembre 2014   | 8x60                                    | (oui)          |
|                     | Duel Decks : Elspeth vs. Kiora          | DDO  | La lance d'Elspeth et des vagues                                           | 27 février 2015   | 2x60                                    | (oui)          |
|                     | Duel Decks : Zendikar vs. Eldrazi       | DDP  | Demi hedron et tentacule d'Eldrazi                                         | 28 aout 2015      | 2x60                                    | (oui)          |
|                     | Duel Decks : Blessed vs. Cursed         | DDQ  | Aile de démon et la moitié du collier d'Avacyn                             | 26 février 2016   | 2x60                                    | (oui)          |
|                     | Duel Decks : Nissa vs. Ob Nixilis       | DDR  | Hedron et cornes                                                           | 2 septembre 2016  | 2x60                                    | (oui)          |
|                     | Duel Decks : Mind vs. Might             | DDS  |                                                                            | 31 mars 2017      | 2x60                                    | (oui)          |
|                     | Duel Decks : Merfolk vs. Goblins        | DDT  | Fer de trident pointé à gauche                                             | 10 novembre 2017  | 2x60                                    | (oui)          |
|                     | Global Series Jiang Yanggu & Mu Yanling | GS1  |                                                                            | 22 juin 2018      | 2x60                                    | (oui)          |
| From the Vault      |                                         |      |                                                                            |                   |                                         |                |
|                     | From the Vault : Dragons                | DRB  | des ailes de dragon                                                        | août 2008         | 15                                      | toutes         |
|                     | From the Vault : Exiled                 | V09  | un demi-cercle dont part une flèche en diagonale                           | août 2009         | 15                                      | toutes         |
|                     | From the Vault : Relics                 | V10  | un Mirari stylisé                                                          | 27 août 2010      | 15                                      | toutes         |
|                     | From the Vault : Legends                | V11  | une couronne stylisée                                                      | 26 août 2011      | 15                                      | toutes         |
|                     | From the Vault : Realms                 | V12  | Montagne et lever de soleil                                                | 31 août 2012      | 15                                      | toutes         |
|                     | From the Vault : Twenty                 | V13  | nombre 20 dans un cercle                                                   | 23 août 2013      | 20                                      | toutes         |
|                     | From the Vault : Annihilation           | V14  | orbe brisée                                                                | 22 août 2014      | 15                                      | toutes         |
|                     | From the Vault : Angels                 | V15  | ailes d'ange stylisée                                                      | 21 août 2015      | 15                                      | toutes         |
|                     | From the Vault : Lore                   | V16  | parchemin déroulé qui devient la tour d'un château                         | 19 août 2016      | 15                                      | toutes         |
|                     | From the Vault : Transform              | V17  | Dernier quartier de lune sur le recto, et premier quartier au verso        | 24 novembre 2017  | 15                                      | toutes         |
| Premium Deck Series |                                         |      |                                                                            |                   |                                         |                |
|                     | Premium Deck Series : Slivers           | PDS  | un slivoïde enroulé sur lui-même                                           | novembre 2009     | 60                                      | toutes         |
|                     | Premium Deck Series : Fire & Lightning  | FAL  | une flamme traversée d'un éclair                                           | novembre 2010     | 60                                      | toutes         |
|                     | Premium Deck Series : Graveborn         |      | un crâne                                                                   | novembre 2011     | 60                                      | toutes         |

### Cartes promotionnelles
De nombreuses cartes promotionnelles à tirage limité ont été éditées durant l'ensemble de la vie du jeu Magic: The Gathering, visant à récompenser des vainqueurs de tournois où des acheteurs de certains livres ou magazines. Bien qu'exceptionnelles et ne faisant partie d'aucun bloc d'extension et donc n'étant classées selon les types rare, non-commune ou commune, la majorité de ces cartes furent autorisées en tournoi dès leur publication.
L'une des premières cartes de ce genre est le Dragon Nalathni, éditée en octobre 1994 et offerte par Wizard of the Coast à la convention DragonCon de 1994 puis plus tard en 1995 sera rééditée au sein du troisième volume du magazine américain The Duelist. La carte porte le symbole du Dragon qui fait office de mascotte de la convention en question. 
De plus, une série de cinq cartes (Arène, Blaireau géant, Centaure Cherchevent, Égouts d'Estark et Crypte de mana), dont le symbole est un stylo plume, ont été éditées vers la même époque pour être offertes aux premiers acheteurs des cinq premiers romans dérivés de Magic, parus aux États-Unis chez Harper Prism (en) en 1994-95 et traduits en France au Fleuve noir en 1996-97 : L'Arène (octobre 1994, contient les cartes Arène et Égouts d'Estark), La Forêt des murmures (janvier 1995, contient la carte Centaure Cherchevent), Les Chaînes brisées (février 1995, contient la carte Blaireau géant), Le Sacrifice final (avril 1995, contient la carte Crypte de mana) et La Terre maudite (contient en France la carte Dragon Nalathni).
Toutes les cartes de cette première vague de promotionnelles sont autorisées en tournois de type I, avec un point à noter sur la Crypte de Mana qui du fait de sa capacité à créer un mana générique au seul prix d'un lancer de pile ou face, est limitée à un exemplaire par deck en type I.

## Parodies
Wizards Of The Coast a aussi créé des parodies de son jeu de cartes Magic : L'Assemblée, sous la forme de trois extensions (appelées les « Un-sets », car leur nom commence toujours par « Un- »). Les cartes de ces éditions sont interdites en tournois.
| Nom en français   | Nom en anglais | Code | Description du symbole | Date de parution | Nombre de cartes | Cartes premium |
| ----------------- | -------------- | ---- | ---------------------- | ---------------- | ---------------- | -------------- |
| Parodies de Magic |                |      |                        |                  |                  |                |
|                   | Unglued        | UGL  | Un œuf cassé en deux   | 11 juin 1998     | 94               | non            |
|                   | Unhinged       | UNH  | Un fer à cheval        | 19 novembre 2004 | 140 + 1          | oui            |
|                   | Unstable       | UST  | Une clef à molette     | 8 décembre 2017  | 216              | oui            |

## Détail des éditions

### 1reédition

#### Alpha
- Date de sortie : 5 août 1993
- Nombre de cartes : 295 (116 rares, 95 peu communes, 74 communes, 10 terrains de base)
- Nombre d'exemplaires imprimés : 2,6 millions
- Starter : 2 rares, 13 peu communes, 45 communes, 1 livret de règle
- Booster : 1 rare, 3 peu communes, 11 communes
- Bords : noirs (angles les plus arrondis de toutes les éditions/extensions)
- Langue : anglais

Alpha constitue la première édition du jeu. Présentée en avant-première à l'Origins Game Fair (en) de juillet 1993, elle fut mise à la disposition du public le mois suivant. Wizards of the Coast espérait les vendre en six mois, elles furent toutes vendues en six semaines.
Il est à noter que les cartes de la première édition Alpha sont toutes en bord noir, et disposent d'un format unique différent de celui des éditions suivantes (les coins des cartes étaient nettement plus arrondis). Pour cette raison les cartes Alpha sont interdites en tournois à moins que le joueur les utilisant ne se serve de pochettes protectrices opaques sur la face dorsale.
Enfin l'aspect des cartes au lancement du jeu était très différent de celui des cartes actuelles. Le design de chacune d'entre elles était alors constitué d'un cadre beaucoup plus important que ceux existant de nos jours et dont les coloris étaient différents : Les cartes blanches disposaient d'un cadre de couleur blanche couverte de marbrures, les cartes bleues d'un cadre bleu foncé parcouru de volutes ondulées plus ou moins sombres, un cadre noir très sombre parsemé de petites bulle de la même couleur caractérisait les cartes noires, les cartes rouges avaient un cadre rouge foncé parcouru par endroit de fissures, les cartes vertes avaient elles un cadre vert foncé clairsemé d'auras iridescentes. Enfin les cadres des artefacts et des terrains étaient respectivement marron foncé et gris foncé. C'est sur ce cadre qu'étaient inscrit le nom de la carte, le type de la carte et dans le cas des créatures leurs Force/Endurance (aujourd'hui ces informations sont incluses dans des propres sous-cadres spécifiques).
Les zones du dessin et zones du texte explicatif occupaient quant à elles un espace beaucoup plus restreint que celui des cartes d'aujourd'hui ce qui obligeait parfois les textes explicatifs à être inscrits en très petits caractères d'impression afin de tenir au sein de l'espace alloué.
Cet aspect des cartes restera le même au fil des éditions jusqu'à la parution de la 8e édition en 2003.
Malgré deux années de test et de développement, l'édition comporte de nombreuses erreurs qui seront corrigées lors de l'impression de Beta :
(entre parenthèses le nombre de cartes concernées)
- Oublis (7) : une troisième version des cinq terrains de base (Plaine, Île, Marais, Montagne, Forêt) est manquante, comme le Cercle de Protection : Noir et la Île Volcanique.
- Coût de mana (3) : Cyclopean Tomb, Artillerie Orque, Oriflamme Orque.
- Symbole de mana (4) : Hordes Demoniaques, Drain de Vie, Force de la Nature, Forces Phantasmatiques.
- Type de sort (1) : Salve Elementaire Rouge.
- Texte (10) : Monolithe de Basalte, Oiseaux de Paradis, Transfert, Manipulateur Glacial, Île Sanctuaire, Karma, Pénurie de Mana, Hydre de Pierre, Bascule, Désinvocation.
- Force/Endurance (1) : Archers Elfes.
- Artiste (4) : Cercle de Protection : Rouge, Survie, Troll Fangeux, Île Tropicale.

Histoire
Comme toutes les éditions de base du jeu après elle, la première édition de Magic ne développe pas d'histoire ou d'univers particulier. Elle se contente de développer une imagerie de fantasy assez générique, dans la lignée du roman Le Seigneur des Anneaux ou du jeu de rôle Donjons & Dragons. Cependant, le livret de règles introduit les bases de l'univers du jeu : le Multivers, composé d'une infinité de mondes appelés « plans », est parcouru par de puissants magiciens, les Arpenteurs des plans (en VO planeswalkers), qui s'affrontent pour le contrôle de tel ou tel plan. De plus, les cartes introduisent des noms de lieux et de créatures qui seront repris et développés par la suite, et dont certains deviendront de véritables piliers de l'histoire du jeu, comme l' Ange de Serra, les Elfes de Llanowar ou le Vampire Sengien. L'univers de Dominaria qui va être un monde récurrent du background de Magic durant l'essentiel des années 1990 y est évoqué de multiples fois à travers de nombreux textes d'ambiance.  
Mécanismes
Les mécanismes de jeux initiaux de Magic sont les suivants :
- Les Artefacts étaient divisés en trois types : les Continuous Artefact, Les Mono Artefact, les Poly Artefact. Ces sous catégories d'artefacts furent inédits en France et sont aujourd'hui considérés obsolètes par les règles : tout joueur utilisant une telle carte doit la jouer comme un artefact.

1. Les Continuous Artefact étaient des artefacts qui, une fois arrivés en jeu, disposaient d'un effet continu sur l'ensemble du jeu sans jamais nécessiter d'activation (Ex : Bibliothèque de Leng, Œuf de Dingus où Étau de Supplice).
2. Les Mono Artefact devaient être engagés afin d'activer leur capacité comme le livret des règles l'indiquait (Ex : Lunettes d'Urza). En conséquence de quoi rien dans le texte explicatif des Mono Artefact n'indiquait qu'il fallait les engager pour activer leur capacité ce qui aujourd'hui peut porter à confusion (les joueurs jouant de nos jours avec des Mono Artefacts, où ayant des adversaires jouant ces cartes doivent donc être vigilant à ce qu'elle soient bien engagées lors de leur utilisation).
3. Les Poly Artefacts quant à eux étaient les artefacts dont il était possible d'activer plusieurs fois la capacité sans avoir à les engager, sous réserve de s'acquitter des éventuels couts de lancement de la capacité (Ex : Rets des Âmes).

- La brûlure de Mana était alors en vigueur dès cette édition : À la fin d'un tour, si sa réserve de Mana n'était pas entièrement consommée, le joueur en question perdait autant de points de vie qu'il lui restait de Mana en réserve. Cette règle restera en vigueur durant toutes les futures éditions de Magic: The Gathering jusqu'à la parution du set Magic 2010 (en juillet 2009) qui abolira définitivement la brûlure de Mana.
- Certaines capacités étaient déjà existantes comme la Portée (Araignée Géante), la Vigilance (Ange de Serra), la Peur (Peur) ou la Célérité (Vivacité, Manes Funestes), mais étaient exceptionnelles, limitées qu'à quelques cartes et n'allaient être désignées en tant que capacité que bien des éditions plus tard. Le texte explicatif se contentait alors d'expliquer l'effet de ces capacités non encore nommées.
- La capacité Défenseur n'existait pas encore, mais toutes les créatures de type Mur ne pouvaient pas attaquer. Cette condition spécifique des Murs était expliquée dans le livret des règles mais pas sur les cartes.
- Chaque créature ne pouvait appartenir qu'a un seul type de créature. D'une manière générale, au sein des premières éditions, la créature était du type de l'espèce ou de la race à laquelle elle appartenait (Ours, elfe, gobelin, démon, élemental, etc.) à l'exception faite des humains qui eux étaient du type du métier ou de catégorie sociale qu'ils exerçaient (Chevalier, sorcier, pirate, barbare, assassin, héros, etc.). Le type Humain fut ainsi inexistant jusqu'à l'extension Mirrodin en 2003.
- Les Enchantements étaient alors divisés entre Enchantements Globaux et Enchantements Locaux. Les Enchantements Globaux portaient sur la carte le type Enchantement, les Enchantements Locaux portaient sur la carte le type Enchanter : X (X pouvant être selon les cartes : Créature, Terrain, Enchantement, Artefact ou Permanent). L’enchantement local, aujourd'hui nommé Aura, restait un sous type d'enchantement.
- Le nombre de cartes n'était pas limité par deck. Des cartes de sorts pouvaient ainsi exister en plus de quatre exemplaires dans un deck ce qui donnait parfois lieu à des jeux aberrants (Ex. : Decks de 60 cartes constitués de 1/3 de Black Lotus, 1/3 de Boule de Feu et 1/3 de Transfert où decks constitués pour moitié de Black Lotus et pour moitié de Rats de la Peste). De la même manière, il n'existait pas encore de restriction pour les cartes les plus puissantes.
- De nombreuses actions pouvant être effectuées par le joueur étaient déjà présentes et clairement décrites dès les origines du jeu : L'action de piocher, de défausser, de mélanger, de détruire, de prévenir, de régénérer (qui à cette époque était lié à une capacité), de contrecarrer, d'engager, d'entretenir, d'attaquer, de bloquer, de retirer de la partie, de devenir contrôleur d'un permanent... Il fallait par ailleurs à cette époque distinguer l'action de détruire une créature de l'action d’enterrer une créature (cette dernière action étant aujourd'hui obsolète et remplacée par la destruction). Lorsqu'une créature était enterrée, elle ne pouvait pas être régénérée afin de prévenir sa destruction.
- De nombreux types de créatures de l'époque ont depuis été modifiés au fil des rééditions et des erratas (Ex: la créature Clone était une créature de type Clone, alors qu'aujourd'hui elle est un type Changeforme). De la même manière, alors qu'aujourd'hui les créatures artefact appartiennent toutes à un type de créature, les créatures artefacts des débuts de Magic n'appartenaient à aucun type. Une exception toutefois : Le Mur Vivant, une créature artefact dont le texte explicatif indiquait qu'elle devait être considérée comme un mur et que toute règle ou effet agissant sur les Murs agissait sur elle. Dans les premières années de développement du jeu, cette considération ne concernera que des types « Mur », mais progressivement d'autres nouveaux types feront leur apparition pour certaines créatures artefact particulières.
- Les premières éditions de Magic utilisaient un système de mise, à condition que les joueurs acceptent de jouer avec. Dans ce cas de figure, au début de la partie, chacun des joueurs tirait la première carte de sa bibliothèque et la mettait de côté : ces cartes constituaient alors la mise et le vainqueur de la partie en devenait le propriétaire permanent. Certaines cartes de rituel noirs de la première édition permettaient d'influencer au sein de la partie en cours le contenu des mises en question (Avocat Diabolique, Pacte Ténébreux et Contrat avec les Enfers). Ces cartes sont interdites en tournois et les joueurs doivent les retirer de leur bibliothèque s'ils ne jouent pas avec le système des mises.
- Les résolutions d'effets se déroulaient alors simultanément (sauf en cas de conflit de résolution) et non les unes derrière les autres sur une pile d'effet.
- Les sorts de créatures étaient nommés invocations.
- Les sorts non-permanents comprenaient des sorts de rituels, les sorts d'éphémères et les sorts d'interruption. Ces derniers se jouaient exactement comme des sorts d'éphémères sauf que les interruptions étaient résolues aussitôt qu'elles étaient jouées, aucun autre sort où effet ne pouvant être joués en réponse à ces dernières (d'où le nom d'interruption). Le statut d'interruptions est dans les règles d'aujourd'hui obsolète et ces sorts sont désormais joués comme des éphémères.
- Le symbole d'engagement n'existait pas : si le permanent devait être engagé pour en tirer un effet, le texte explicatif de la carte l'indiquait en toutes lettres (exception faite des Mono Artefact).
- Les terrains de base indiquaient leur effet dans le texte explicatif (ce qui n'est plus le cas aujourd'hui).
- La zone d'exil n'existait pas encore, bien que l'action de retirer des cartes de la partie était déjà en vigueur via certaines cartes (et le sera de plus en plus au fur et à mesure des prochaines éditions).

Cartes emblématiques
- Le "Power Nine  : la première édition de Magic incluait parmi les cartes les plus puissantes et les plus efficaces jamais rencontrées au fil des éditions. Neuf d'entre elles sont particulièrement célèbres pour leur rareté et leur très forte valeurs dans les cotations. Ces cartes n'ont en effet jamais été rééditées au-delà de l'édition Unlimited, sont inédites en dehors des États-Unis et peuvent dans un deck bien construit lui donner un avantage considérable. Elles sont toutes aujourd'hui limitées à un exemplaire de chaque maximum par deck. Ces neuf cartes sont :

1. Ancestral Recall : Un éphémère qui pour le coût d'un mana permet à un joueur de piocher trois carte, soit un prix dérisoire au vu du gain obtenu et de l'accélération du jeu que ce sort procure.
2. Black Lotus : Un artefact ne coutant aucun mana à poser et qui en le sacrifiant fournit au joueur qui l'utilise 3 mana de la couleur de son choix. Cette carte est considérée comme la plus efficace et la plus utile de tout Magic : l'Assemblée, et donc est cotée la plus chère sur le marché.
3. Les cinq Mox : Des artefacts ayant un coût de mana nul à poser en jeu, et ayant le même effet qu'un terrain de base. À l'époque de la première édition où les cartes n'étaient pas restreintes en nombre, il était possible de construire des decks n'utilisant que des Moxs en lieu et place des terrains de base (puisque contrairement aux terrains, il est possible de poser plus d'un artefact en jeu par tour). Ces derniers sont le Mox Sapphire (Bleu), le Mox Emerald (Vert), le Mox Ruby (rouge), le Mox Pearl (Blanc) et le Mox Jet (Noir)
4. Time Twister : Un puissant rituel bleu permettant de réinitialiser une partie du jeu, puisqu'il fait mélanger les bibliothèques, cimetières et mains de chacun des joueurs afin de recréer une nouvelle bibliothèque et une nouvelle main piochée. Ne sont pas concernés par le Timetwister les permanents posés en jeu, les cartes retirées de la partie ainsi que le niveau de point de vie des joueurs. Avant que cette carte ne soit limitée à une par deck, il était possible de faire des boucles infinies avec des bibliothèques qui ne s'épuisaient jamais (cela reste possible encore aujourd'hui mais plus difficile à mettre en œuvre).
5. Time Walk: Un puissant rituel bleu permettant au joueur qui le joue de prendre un tour supplémentaire dès la fin du sien, pour seulement deux manas.

- Autres cartes limitées : la première édition a introduit également dans l'univers Magic d'autres cartes qui ne sont pas incluses dans le Power Nine mais restent aujourd'hui de très puissantes valeurs qui expliquent pourquoi elles sont aussi limitées à un seul exemplaire par decks. Il s'agit des cartes Balance, Precepteur Diabolique, Réapparition, Transfert, Anneau Solaire, Roue de la Fortune, Enchaînements, Arche de Mana et Time Vault.
- Cartes non limitées renommées : La première édition a également introduit d'autres cartes très renommées au sein des joueurs parmi lesquelles certaines d'entre elles furent à une époque limitées à une par deck. Il s'agit des cartes Etau de Supplice, Berserk, Controle Magique, Spectre Hypnotiseur, Foudre, Convulsion Cerebrale, Disque de Nevinyrral, Ange de Serra et Geyser Cerebral.

- Les artefacts restaurateurs de vie : La première édition proposa en effet une série de cinq artefacts qui, à chaque fois qu'un sort d'une couleur spécifique était lancé avec succès, permettait à son contrôleur de regagner un point de vie par mana générique payé. Ces artefacts célèbres furent longuement réédités au sein des sets de base Magic. Il s'agit de la Baguette de Cristal (pour les sorts bleus), de l’Étoile de Fer (pour les sorts rouges), de la Coupe d'Ivoire (pour les sorts blancs), de la Sphère de Bois (pour les sorts verts) et du Trône d'Os (pour les sorts noirs).
- L'Essaim : Artefact notable pour avoir été la première carte de Magic à disposer de la capacité à créer des jetons permanents.
- Force de la Nature : Notable pour avoir été dès la première édition la créature la plus "grosse" du jeu Magic (une 8/8 piétinement).
- Mânes Infernales : Particulièrement notable pour avoir été la première créature de Magic disposant de la capacité célérité, et cela bien des années avant que la célérité ne soit instaurée en tant que capacité.
- Ange de Serra : Particulièrement notable pour avoir été la première créature de Magic disposant de la capacité vigilance, et cela bien des années avant que la vigilance ne soit instaurée en tant que capacité.
- Araignée Géante : Particulièrement notable pour avoir été la première créature de Magic disposant de la capacité portée, et cela bien des années avant que la portée ne soit instaurée en tant que capacité.
- Apparition des Marécages : Première créature de Magic à disposer de la traversée des marais.
- Dryades de Shanod : Première créature de Magic à disposer de la traversée des forêts.
- Chevalier Blanc : Première créature de Magic à disposer de la protection contre le noir
- Chevalier Noir : Première créature de Magic à disposer de la protection contre le blanc.
- Les créatures à thème : Les premières éditions de Magic jouaient assez peu sur l'idée de créer des decks à thème de créature. C'est pourquoi pratiquement toutes les créatures de l'édition Alpha sont toutes d'un type différent. L'exception la plus notable concerne les murs, qui eux sont au nombre de 10 au sein de l'édition (1 Blanc, 3 Verts, 1 Noir, 2 Bleu, 2 Rouge et 1 Artefact), faisant de ces derniers, et pour un certain temps, la catégorie de créature la plus représentée au sein du jeu Magic. Les élémentaux furent également bien fournis puisqu'au nombre de 4, chacun affilié à l'un des éléments primordiaux (Eau, Air, Feu, Terre). En ce qui concerne les thèmes, des possibilités de jeu gobelins étaient déjà envisagées (avec le Roi des Gobelin, les Pillards Gobelins de Mons, et les Aerostiers Gobelins), des jeux Ondins (avec le Seigneur de l'Atlantide et les Ondins du Trident Nacré) ainsi que des jeux Zombies (avec le Maitre des Zombies et les Zombies Devastateurs). Certains types de créatures étaient également présents en au moins deux exemplaires (Chevalier, Géant, Nain, Démon, Orque, Troll, Dragon, Elfe) mais vu leur faible nombre, et l'absence de carte permettant d'affecter un type spécifique de créature (comme le font le Maitre des Zombies, le Roi des Gobelin ou le Seigneur de l'Atlantide), il était difficile durant cette époque de faire des decks à thème créature variés sur ces types donnés. Les Rats de la Peste, bien qu'étant à ce moment-là les seules créatures de type Rat, orientaient toutefois le joueur dans l'idée de créer des decks majoritairement constitués de ce type de créature : les Rats de la Peste augmentent en puissance pour chacun des autres Rats de la Peste présents en jeu.
- Les doubles terrains : Les premiers terrains non base de Magic furent ce que l'on nomme les doubles terrain, à savoir une carte de terrain étant à la fois deux types de terrains de base existant (et pouvant fournir l'un ou l'autre des manas propres à ces terrains). Les dix combinaisons de double terrains furent éditées : Ile Volcanique (Montagne+Ile), Ile Tropicale (Forêt+Ile), Mer Souterraine (Marais+Ile), Toundra (Plaine+Ile), Savane (Plaine+Forêt), Taïga (Montagne+Forêt), Bayou (Marais+Forêt), Désolation (Marais+Montagne), Plateau (Plaine+Montagne) et Brousse (Plaine+Marais). Ces terrains sont très populaires au sein de la communauté des joueurs pour la facilité qu'ils offrent à jouer des decks multicolores.
- Les sorts symétriques : Certains sorts existaient en deux exemplaires au sein de couleurs opposées : 
  - Chevalier Blanc/Chevalier Noir
  - Roi des Gobelins/Seigneur de l'Atlantide
  - Pillards Gobelins de Mons/Ondins du Trident Nacré
  - Mur de Feu/Mur d'Eau
  - Croisade/Lune Blafarde
  - Force Sacrée/Force Impie
  - Salve Élémentaire Bleue/Salve Élémentaire Rouge
  - Elemental de Feu/Elemental d'Eau
  - Tsunami/Feu de Brousse
  - Poigne de Mort/Force de Vie
  - Monstre Fantomatique/Rokh des Hauts de Kher
  - Tremblement de Terre/Ouragan
  - Errance/Rétroaction

Néanmoins, ils divergeaient pour bon nombre sur certains points de façon "symétrique" l'un par rapport à l'autre (par exemple: la Force Sacrée donne +1/+2, la Force Impie +2/+1; Chevalier Blanc : a la protection contre le Noir/Chevalier Noir a la protection contre le Blanc; etc.)
Modification des types de Créatures au fil du temps : Bon nombre des créatures ont appartenu au sein des premières éditions de Magic à des types qui furent peu représentés par la suite, voire plus jamais représentés du tout. Avec l'explosion de popularité des decks à thème pour les créatures à partir de la fin des années 1990, de nombreux errata furent introduits afin d'homogénéiser les familles de créatures, ce qui peut avoir des conséquences sur le plan du jeu. Les joueurs utilisant les cartes les plus anciennes doivent donc être vigilants quant à l'exacte nature des créatures qu'ils jouent. Concernant celles issues de la première édition de Magic, les modifications sont les suivantes :

#### Beta
- Date de sortie : octobre 1993
- Nombre de cartes : 302 (R117, U95, C75, L15)
- Nombre d'exemplaires imprimés : 7,3 millions
- Langue: Anglais

Chaque booster de Beta comprend onze cartes communes, trois peu communes et une rare. Chaque starter comprend vingt-sept cartes communes, neuf peu communes, deux rares et vingt-deux terrains.
L'édition Beta fut, mis à part quelques modifications, une exacte réédition d'Alpha qui était alors complètement épuisée au niveau de sa distribution commerciale.
La principale différence entre les éditions Alpha et Beta réside dans le fait que les cartes Alpha ont des coins plus arrondis; les cartes Beta acquérant alors la dimension standard de la carte Magic et qui restera désormais la même jusqu'à nos jours. Ainsi les cartes Beta furent les cartes qui cotaient le plus cher et restaient les plus recherchées entre les deux éditions, car les seules parmi celles-ci à être autorisées en tournoi (car non distinguables des autres éditions vue de verso, ce qui n'est pas le cas des Alpha avec leurs bords très arrondis). Toutefois, avec l'apparition des pochettes de protection à la face dorsale opaque, les cartes Alpha sont redevenues légales en tournoi, ce qui a sensiblement fait remonter leur cote au niveau de celle des cartes Beta.
Cette édition a également effectué des corrections sur les parutions manquées en Alpha: Elle comprend deux cartes supplémentaires qui avaient été oubliées en Alpha (Île Volcanique et Cercle de Protection : Noir), une illustration supplémentaire pour chaque type de terrain de base, et de nombreuses révisions de cartes afin de corriger des erreurs d'impression. Tout ceci contribua à rendre encore plus préférables les cartes de cette édition par rapport aux cartes Alpha. Beta fut également, tout comme l'édition précédente, une exclusivité américaine et éditée en bord noir.

### 2eédition

#### Unlimited
- Date de sortie : 1er décembre 1993
- Nombre de cartes : 302
- Langue: Anglais

Chaque booster de Unlimited comprend onze cartes communes, trois non-communes et une rare. Chaque starter comprend vingt-sept cartes communes, neuf non-communes, deux rares et vingt-deux terrains.
Les cartes de l'édition Unlimited sont strictement identiques à celle de Beta, édition qui avait été complètement épuisée un mois après sa mise en vente. Elles furent cette fois rééditées en masse (40 millions de copies) pour enfin satisfaire la clientèle de plus en plus massive du jeu, du fait d'un succès que l'éditeur du jeu était très loin d'attendre en si peu de temps. Wizard of the Coast décida alors pour cette réimpression, de faire passer les bords noirs des cartes Beta en blanc. L'idée était de faire monter la valeur des cartes des premières éditions par rapport à celle des rééditions : la majorité des joueurs considèrent que les bords noirs mettent plus en valeur les cartes, et ces dernières donc sont plus recherchées par ces derniers. Ce sera une constante au fil des éditions du jeu : Les cartes apparaissant dans les extensions initiales seront toutes en bord noir tandis que les rééditions seront toutes en bord blanc.
Alpha, Beta et Unlimited sont souvent considérés comme étant le même set, ce qui est le cas puisque Beta n'était qu'une réimpression de Alpha (avec quelques corrections) et que Unlimited n'est qu'une réimpression de Beta, les trois n'étant parues qu'en anglais et aux États-Unis la même année. Néanmoins, Wizard of the Coast considère que Alpha et Beta font partie de la première édition, une édition considérée comme rare et mise en valeur par le fait qu'il s'agit des seules cartes du set de base à exister en bord noir. Alpha est vue comme la version grossière de cette première édition, et Beta comme la version affinée et rectifiée. Unlimited, bien qu'entièrement identique à Beta est considérée par Wizard of Coast comme étant la deuxième édition du set de base de Magic, caractérisée par son abondance et une mise en valeur moindre du fait des bords blancs.

#### Arabian Nights
- Date de sortie : décembre 1993
- Nombre de cartes : 78
- Le symbole de l'extension représente un sabre courbé.
- Langue : Anglais

Chaque booster d'Arabian Nights comprend six cartes communes, deux non-communes et aucune rare. Il n'y a pas de starter pour cette série. Cette extension fut développée à la suite de la demande des plus anciens joueurs de Magic, qui depuis sa sortie connaissaient (où possédaient) pratiquement toutes les cartes existantes et souhaitaient disposer de nouveautés afin de voir les jeux se diversifier et devenir plus surprenants. Le développement d’Arabian Nights va en réalité marquer la première étape d'une série jusqu'à ce jour interrompue d'extensions de jeu qui vont pousser à la création de plusieurs centaines de nouvelles cartes chaque année au jeu depuis 1993. De par sa faible quantité de cartes imprimées, et la forte demande de nouveautés à l'époque, les cartes Arabian Nights furent toutes vendues en quelques semaines, et restent à ce jour parmi les plus rares et les plus cotées de tout le jeu Magic. Cette extension n'existe qu'en anglais.
Histoire
Arabian Night se déroule dans un univers de Magic nommé Rabiah, très différent de celui de Dominaria développé dans le set base. Tout comme pour ce dernier, Arabian Nights n'a pas d'histoire particulière mais y est juste fait une large revue des lieux, habitants, créatures et personnages qui peuplent ce monde. Très inspiré de la culture arabe et orientale, cette édition comporte des éléments tirés des contes des Mille et Une Nuits (Shahrazade, Ali Baba, Sindbad, Aladdin...) voire de l'Islam (Jihad, Army of Allah et de nombreux textes d'ambiance qui sont des passages de versets du Coran). Y sont également décrits des lieux historiques (Pyramids, Library of Alexandria, Bazaar of Baghdad...) ainsi que des peuples et personnages historiques (Cavalerie Maure, King Suleiman...). Arabian Nights est la seule extension du jeu, avec Portal : Three Kingdoms (mais cette dernière n'est pas incluse dans le canon de l'univers du jeu, tandis qu'Arabian Nights l'est) à se fonder sur une œuvre du monde « réel ». L'extension comporte toutefois de multiples éléments et créatures complètement imaginaires et créées pour l'occasion, et qui viennent étoffer cet univers de Rabiah.
Mécanismes
Arabian Nights est la toute première extension du jeu, et a été développée selon des standards très différent de ceux de conception actuels : L'extension est un "stand-alone", c'est-à-dire une collection de quelques cartes (moins de 100) qui ne peut être jouée qu'en y ajoutant des cartes d'une édition de base (en particulier parce que les terrains de base sont absents), et cette dernière n'a été distribuée qu'en comprenant des cartes communes et peu communes. Lorsque ce set était encore en développement, Richard Garfield avait alors pensé utiliser une illustration propre à chaque série pour le verso des cartes des extensions. Il était donc prévu qu'il ne serait non pas inscrit Magic: The Gathering, mais Magic: Arabian Nights au dos des cartes de l'extension. Cette décision, après avoir été proposée aux joueurs, a alors reçu un avis défavorable de leur part. En effet, à cette époque, l'absence des pochettes opaques sur la face dorsale aurait fait que les joueurs auraient pu savoir rien qu'à la vue de la carte du dessus leur bibliothèque l'origine de celle-ci. Dans un deck qui n'aurait contenu qu'une ou deux types de cartes issues d'Arabian Nights, le joueur et son adversaire auraient pu ainsi à l'avance prévoir l'évolution du jeu. Richard Garfield souhaitant tout de même différencier ces nouvelles cartes de celles des sets de base, opta alors pour un symbole spécifique, qui apparaîtrait à droite de la carte, entre le dessin et le cadre du texte explicatif.
Le Symbole choisi fut un cimeterre, et toutes les cartes de l'extension en furent marquées en plus d'être en bord noir (comme le sont toutes les cartes issues d'une nouvelle extension) : à compter de cette date, toutes les nouvelles extensions de Magic sont en bord noir et disposent d'un symbole qui leur est spécifique dans le côté droit de la carte.
Concernant les mécanismes propres de l'extension, la première des choses à noter est que cette dernière a été conçue pour compléter le répertoire de cartes du set de base (qui à l'époque était soit Alpha, Beta ou Unlimited) et pouvait difficilement être jouée seule (contrairement aux Blocs d'extension qui eux seront conçu pour être autonomes face au set de base). Si l'on oublie l'absence de terrains de base (à une exception près), ceci reste malgré tout renforcé par le faible nombre de cartes présentes ainsi que la difficulté à créer des decks efficaces en n'utilisant que sorts de l'extension. Ayant été conçue pour prolonger le jeu Magic, un jeu qui en était encore à ces débuts, Arabian Nights n'apporte donc pas de réelle nouveautés en matière de mécanisme de jeu, mais dégage tout de même quelques traits de caractère :
- Les Djinns et les Efrits : Un des aspects le plus remarquable de cette édition fut l'abondance des créatures de type Djinn et Éfrit, qui durant un temps furent grâce à cette extension le type de créature le plus représenté après les murs au sein de Magic. Ces deux types de créatures, du moins en Arabian Nights, avaient la faculté particulière d'offrir à la fois un avantage au joueur qui le contrôlait, tout en ayant un certain inconvénient à gérer. Par exemple, le Djinn Mijaëne est une 6/3 pour un cout de 3 mana (avantage), mais qui lorsque le joueur déclare une attaque, s'engagera auparavant si celui-ci perd à pile ou face (inconvénient). Chaque couleur à l'exception du blanc disposait d'une carte de Djinn et d'une carte d'Efrit : Serendib Djinn et Efrit de Serendib en bleu, Juzam Djinn et Efrit Djununide en noir, Djinn Mijaëne et Ydwen Efreet en rouge, Djinn Erhnamite et Ifh-Biff Efreet en vert. Il n'existait pas de carte Djinn en artefact, mais un artefact du set, la Bouteille de Salomon permettait de créer aléatoirement des jetons Djinns artefacts. Le blanc lui n'avait pas de ces créatures dans sa liste de cartes, car leur aspect double-face ne correspond pas à la droiture que cette couleur est censée incarner. En revanche, elle disposait du King Suleiman, une créature ayant la faculté de détruire sur engagement n'importe quelle créature ciblée de type Djinn ou d'Efrit. À noter enfin qu'avec le Djinn Mahâmot déjà présent dans le set de base de l'époque, la couleur bleue fut alors la plus représentée parmi les créatures Djinn.
- Pile ou face : Arabian Nights fut la première édition à introduire des effets qui ne se réalisaient que si le joueur remportait une partie de pile ou face. C'est le cas des cartes Djinn Mijaëne, Bouteille de Salomon où Ydwen Efreet.
- Terrains Non Base : Arabian Nights fut la première extension à réellement étendre le champ des terrains non base. Les 1re et 2de édition incluaient des terrains non base qui étaient des doubles terrains, à savoir des combinaisons de deux terrains de base. Ici, Arabian Nights proposa des terrains complètement différents des cinq basiques, avec notamment des terrains ne fournissant que du mana générique, et chose révolutionnaire pour l'époque, des terrains ne fournissant aucun mana mais mettant en jeu des effets activables sous réserve d'engagement, à la manière d'un artefact. Ce furent ainsi en tout 8 terrains non bases, inédits et tous fondamentalement distincts des uns des autres (contrairement aux doubles terrains), qui furent édités.

#### Antiquities
- Date de sortie : mars 1994
- Nombre de cartes : 85
- Le symbole de l'extension représente une enclume.
- Langue: Anglais

Chaque booster de Antiquities comprend six cartes communes, deux non-communes et aucune rare. Il n'y a pas de starter pour cette série. À la suite du succès fulgurant de Arabian Nights, Wizard of The Coast se devait de poursuivre sa lancée avec une autre extension apportant encore plus de cartes à un jeu qui ne demandait qu'à se diversifier et à s'intensifier. Le développement de cette seconde extension fut mise en œuvre par un groupe d'étudiants de l'Université de Pennsylvanie qui avaient travaillés au côté de Richard Garfield alors qu'il était en pleine phase élaboration du jeu Magic: l'Assemblée.
À l'instar de Arabian Nights, Antiquities est une extension du set de base ayant pour but de rajouter à ce dernier des cartes supplémentaires et non d'en faire un set de jeu pouvant être joué indépendamment. Deux traits de caractère principaux marquent cette édition : L'existence pour la première fois dans l'histoire de Magic d'une trame de fond narrative cohérente d'une part et d'autre part la spécialisation du jeu vers les artefacts, éléments du jeu sur-représentés sur l'ensemble de l'extension.
Histoire :
Alors qu'Arabian Nights suivait un thème fantastique existant, Wizards of the Coast se lance avec Antiquities dans le développement d'une histoire (storyline) originale. Cette histoire pose véritablement les bases de l'univers de Magic et se développera ensuite au fil des extensions à partir de cette dernière. Antiquities se déroule sur le plan du Multivers qui deviendra le monde le plus détaillé du jeu : Dominaria. L'extension raconte la Guerre des Frères entre deux jumeaux, Urza et Mishra, mages, artificiers et élèves de Tocasia, grand mage de l'université de Lat-Nam (fondée par le couple Drafna et Hurkyll). Alors que les deux frères et leur maître font des recherches archéologiques sur un site de l'ancienne civilisation Thran, ces derniers découvrent une caverne contenant de multiples artefacts issus de ce peuple. Les deux frères parviennent alors chacun à mettre la main sur deux puissants artefact qui causeront leur discorde : les pierres de puissance (Mightstone et Weakstone). Ces deux dernières contiennent un pouvoir qui permet d'ouvrir un portail menant vers le monde infernal de Phyrexia. Urza veut alors la pierre de son frère pour sceller le portail et pour mettre au point de puissants artefacts permettant de se mettre à l'abri de ce monde malveillant, tandis que Mishra veut la pierre afin d'explorer cet univers et d'en tirer des enseignements pour parfaire ces connaissances. Dans l'affrontement entre les deux frères, Tocasia est tuée pour s'être interposée entre eux. Ces derniers se séparent alors ensuite et vont réunir leurs forces au sein des factions du monde : il en résulte une guerre totale impliquant magie, artefacts et créatures du monde de Dominaria. Ashnod, le lieutenant de Mishra et Tavnos, le lieutenant d'Urza s'illustrent par les créations qu'elles mettront au point pour remporter cette guerre. Finalement, alors que la guerre atteint un paroxysme inégalé dans toute l'histoire de Dominaria (Cité de Kroog rasée, destruction totale du continent d'Argoth...) Urza finira par utiliser le Sylex Golgothien afin d'en finir avec ce conflit absurde. Le pouvoir libéré par ce puissant artefact détruira toutes les armées en présence et modifiera à jamais la face de Dominaria. Les deux frères disparaissent alors en même temps et, présumés morts à la suite de l’utilisation du Sylex, nul ne saura pendant très longtemps ce qu'il est advenu d'eux.
Mécanismes :
Avec cette seconde extension du jeu Magic, un certain nombre de mécanismes furent introduits. Antiquities est ainsi le premier set à mettre en place plusieurs images différentes pour une même carte (si l'on excepte les terrains de base dans les premières éditions de base). En effet les cartes Usine de Mishra, Mine des Morts-terrain ainsi que les terrains d'Urza (Mine d'Urza, Tour d'Urza et Centrale Energétique d'Urza) existent chacune en quatre exemplaires ayant chacune des illustrations différentes, et ceci afin d'augmenter l'intérêt de la collection. Cette caractéristique se retrouvera par la suite dans un certain nombre de prochaines extensions.
Mais le principal aspect mécanique du set Antiquities reste les artefacts : ils sont prépondérants sur l'ensemble de l'édition, et les développeurs ont conçu cette dernière avec l'optique que les joueurs se mettent à jouer des decks artefacts. Avec pas moins de 44 artefacts sur un set de 85 cartes différentes, ces derniers représentent en effet plus de la moitié de l'extension (le set de base de l'époque ne comprenait lui que 47 artefacts sur un total de 297 cartes différentes, et l'extension Arabian Nights n'en comprenait que 14 sur un total de 78 cartes différentes). Qui plus est, pour la première fois dans Magic, le set Antiquities propose des artefacts dont les cartes sont distribuées en tant que communes, alors que ces derniers n'étaient jusqu'à présents proposés à la vente qu'en disponibilité peu communes ou rares (que ce soit en starter ou en booster). Il faudra attendre l'extension Mirrodin en 2003 pour revoir une nouvelle fois des artefacts mis à ce point à l'honneur dans Magic.
De la même façon, l'édition Antiquities démultiplie les créatures artefact, peu présentes dans les précédentes éditions. Avec seulement 4 créatures-artefact dans le set de base, et seulement 2 en Arabian Nights, cette dernière extension n'en propose pas moins de 17, portant le total de l'époque de ces créatures à 23 en tout (voire plus si l'on compte la Statue de Jade et les cartes génératrices de jetons artefact), rendant ainsi les decks artefacts beaucoup plus viables.
Si les Artefacts sont définitivement à l'honneur dans Antiquities, c'est tout l'inverse des autres cartes de sort de l'extension qui elles sont en sous-nombre : seulement 7 de chaque pour chacune des couleurs du jeu. Qui plus est l'ensemble des cartes de sorts non artefact du set sont toutes liées à ces derniers. Soit ces dernières ont un effet sur les artefacts, soit ce sont les artefacts qui ont des effets sur elles, soit elles interagissent avec les artefacts (engagements, sacrifices...) pour produire des effets en jeu. Ainsi aucun sort de couleur issu de cette extension ne peut être joué sans la présence d'artefacts en jeu. Antiquities est donc une extension qui renverse complètement le rapport au jeu : là ou jusqu'à présent les artefacts n'étaient que des cartes de support situées au milieu de decks de couleurs, ici ce furent quelques sorts de couleurs qui viennent en support à des decks artefacts.
Concernant les terrains, l'extension fournit une palette de 6 nouveaux terrains non base parmi lesquels des effets assez surprenant au vu de l'époque furent notés. Certains d'entre eux sont liés aux artefacts d'autres non, et donc sont globalement plus propices à être joués dans des decks autres qu'artefacts. Antiquities est réputée pour la plutôt bonne qualité de conception de l'ensemble des terrains qui la composent.

### 3eédition
La 3e édition est aussi appelée en anglais Revised.
- Date de sortie : avril 1994 aux États-Unis, à partir d'octobre 1994 en Europe (l'Italie fut le premier pays distribué)
- Nombre de cartes : 306
- Langues : anglais (Revised Edition / bord blanc), italien (Edizione Italiana / bord noir & Seconda Edizione / bord blanc), français (Edition limitée / bord noir & Tirage non limité / bord blanc), allemand (Limitierte Auflage / bord noir & Unlimitierte Auflage / bord blanc)

Revised est le premier set de base à avoir été réédité après les succès des premières éditions (Alpha, Beta et Unlimited). Comme son nom américain l'indique, cette édition, contrairement aux précédentes, aura été l'occasion pour Wizard of the Coast de réviser les règles, les explications ainsi que la composition du set de base : C'est donc un tournant historique dans l'évolution de Magic. De la même manière, alors que les premiers sets de bases furent épuisés chacun en quelques semaines à la suite du succès fulgurant de Magic, la 3e fut elle imprimée à plus de 500 millions d'exemplaires ce qui lui permit d'être distribuée dans le monde entier durant plus d'un an sans connaitre de rupture.
L'autre point notable est qu'il s'agit de la première édition de Magic à avoir été commercialisée en dehors des États-Unis. L'Italie fut le premier pays distribué, en ayant eu une version publiée en sa langue, du fait de la présence de nombreux italophones au sein des studios de développement de Wizard of the Coast (ce qui facilita la traduction de l'édition). Les pays anglophones Européens suivirent peu après, ainsi que la France et l'Allemagne qui auront vu également quelques mois plus tard la 3e édition traduite en leurs langues. Tout comme pour Unlimited, les cartes de Revised ont été éditées en bords blancs aux États-Unis, puisqu'il ne s'agissait que d'une réédition de ses dernières, alors qu'elles sont parues en bords noirs dans les pays européens, puisqu'il s'agissait de la première édition de ces cartes au sein de ces états. Le tirage des 3e éditions en bords noirs européens furent toutefois limités, et ensuite remplacés par des cartes en bords blancs (à l'instar de ce qui s'est produit aux États-Unis lors de la sortie de Beta puis de Unlimited). Ces quelques cartes limités de la 3e sont donc très recherchées et cotent donc beaucoup plus cher que la normale.
S'il est aisé de reconnaître une carte de la troisième édition en italien, allemand et français (ce sont les premières cartes à avoir été éditées dans une autre langue que l'anglais), il est plus difficile de distinguer certaines carte Unlimited des mêmes cartes Revised américaines (puisque toutes deux en bords blancs). Outre les modifications de certains textes explicatifs, l'introduction du symbole d'engagement et la disparition des différents types d'artefacts en Revised, le facteur le plus aisé qui permet de reconnaître à laquelle des deux éditions appartient une carte tient du fait que l'impression des Revised s'est faite avec des teintes très pâles, donnant une sorte de rendu flouté (qui fut d'ailleurs peu apprécié des joueurs), alors que les cartes Unlimited disposent elles de contrastes colorés nets.
Mais le plus important dans cette édition reste incontestablement les changements apportés au jeu.
Modifications apportées au set de base :
1. Apparition des premières limitations de cartes : à la suite des decks aberrants observés dans les premières éditions, Wizard of the Coast prit la décision de limiter chaque cartes du même type à quatre exemplaires maximum par deck, exception des terrains de base, seules cartes dont la quantité reste illimitée par deck. C'est également sous la 3e édition qu'auront lieu les premières éditions de tournois organisées par Wizard of the Coast, et donc les premiers formats de decks, avec les limitations et restrictions pour certaines cartes. Le Power Nine et le Library of Alexandria feront partie des premières cartes à connaître des restrictions.
2. Apparition du symbole d'engagement qui simplifie ainsi grandement les textes explicatifs. Le symbole choisi fut un T majuscule incliné à 45 degrés sur la droite et inscrit dans un cercle de forme et couleur similaire à celui du mana générique.
3. Modification de la composition du set de base : À partir de la 3e édition, on assiste à une modification de la composition du set, là où Alpha, Beta et Unlimited étaient rigoureusement similaires (mis à part les rectificatifs apportés par Beta). Les ateliers de développement du jeu ont en effet décidé pour cette troisième réédition de retirer certaines des cartes présentes dans le set de base, et à la place, d'y insérer des cartes issues des extensions sorties sous la première édition (soit de Arabian Nights et de Antiquities), dont les symboles d'extension furent retirés lors de leur inclusion dans le set de base. Cette règle qui consiste, à chaque nouvelle édition, en le fait de retirer des cartes du set existant et de rajouter des cartes issues des extensions sorties sous la précédente édition, (voire parfois issues d'éditions plus anciennes ou d'anciennes versions du set de base), sera désormais la règle commune à l'élaboration de chacune des nouvelles éditions.
4. Précisions apportées sur les capacités de protection : Lors des premières éditions, les règles indiquaient qu'une créature ayant la protection devait ignorer les effets produits par une quelconque carte ayant la couleur ciblée. À partir de la 3e édition, les règles précisent bien que la créature ayant la protection ne peut pas être bloquée, ne peut pas être la cible de sorts ou d'effets, ramène à zéro tous les dégâts qui lui sont infligés et ne peut pas être enchantée par des cartes ayant la couleur contre laquelle la créature est protégée.
5. Les résolutions d'effets se déroulent désormais dans un ordre précis : le dernier effet joué prend la priorité de résolution sur tous les autres. Cette règle donnera plusieurs années plus tard naissance à la pile d'effet.
6. Uniformisation des Artefacts : Avec la 3e édition disparaissent les types Continuous Artefacts, Poly Artefacts et Mono Artefact (pour ce dernier, l'apparition du symbole d'engagement en justifie largement la cause) pour être remplacés par la dénomination pure et simple d'Artefact. Tous les artefacts (non-créature artefact) seront désormais dans Magic du même et simple type.

Il peut être constaté que les cartes les plus puissantes de Magic comptant parmi elles le Power Nine, Berserk, Sinkhole, Gauntlet of Might, Time Vault ou Forcefield, furent systématiquement retirées. Il est fort peu probable que ces cartes soient un jour rééditées dans un quelconque set du jeu. Certaines cartes furent au contraire retirées parce qu'elles étaient trop faibles (Orques de la Griffe de Fer, Copper Tablet, Équipe de Démolition Naine), tandis que d'autres posaient des confusions et complexités au vu des règles de l'époque (Bascule, Illusionary Mask, Camouflage, Blaze of Glory, Two-Headed Giant of Foriys, Raging River, False Orders, Word of Command...) 
Enfin toutes les cartes un tant soit peu trop excentriques (Chaos Orb, Lich...) furent également retirées afin de clarifier le jeu.

#### Legends
- Date de sortie : juin 1994
- Nombre de cartes : 310
- Nombre d'exemplaires imprimés : 35 millions
- Le symbole de l'extension est le haut d'une colonne dorique tronquée en biais sur le bas.
- Langues : Anglais, Italien

Avec la parution de Revised un mois plus tôt, Wizard of the Coast apportait des rectifications au niveau des clarifications des règles et du rééquilibrage de la composition des cartes du set de base. Néanmoins, pour les plus anciens joueurs de Magic qui collectionnaient depuis la toute première édition, aucune nouvelle carte n'ayant été créée en 3e édition, la demande en nouvelles cartes restait forte (près d'un an après la sortie de Magic: The Gathering, seulement 454 cartes uniques avaient alors été éditées...). Si les deux premières extensions de Magic avaient quelque peu complété la composition des cartes du jeu, il s'agissait là de sets édités en faibles quantités et proposant moins de 100 cartes à chaque fois (78 cartes pour Arabian Nights et 85 cartes uniques pour Antiquities). Magic à cette époque, était un jeu qui au vu de l’augmentation croissante de ses joueurs ne proposait pas suffisamment de cartes différentes pour étendre le champ des possibilités. Il fallait donc pour Wizard of Coast commencer rapidement à prévoir une nouvelle extension bien plus importante qui permette enfin de diversifier à grande échelle les decks. Le projet qui allait donner le set Ere Glaciaire était alors en cours de conception et devait résoudre ce problème, mais ne pouvant paraître dans l'immédiat, c'est un projet plus ancien qui allait dans un premier temps apporter aux premiers joueurs ce qu'ils attendaient tous avec impatience.
Legends, la troisième extension de Magic et première extension du set Revised paraît ainsi aux États-Unis en juin 1994. Néanmoins, il s'agit d'une extension ayant été développée et conçue plus d'un an auparavant. Legends était en effet initialement un projet de jeu de carte à collectionner en cours d'ébauche parmi deux membres de l'équipe de Wizard of the Coast travaillant indépendamment de la houlette de Richard Garfield : Steve Conard et Robin Herbert. Ces derniers travaillaient en réalité à l'ébauche d'un jeu de carte basé sur l'univers du médiéval fantastique directement inspiré de leurs expériences de joueurs de jeux de rôles. Lorsque Richard Garfield présenta à l'ensemble du studio de Wizard of the Coast la version « playtest » de la première édition de Magic, ces deux derniers tombèrent immédiatement sous le charme de ce jeu, et proposèrent alors de faire de Legends une extension pour Magic, utilisant les mêmes règles, abandonnant leur projet de jeu à part. Face au fulgurant succès commercial de Magic dès son premier mois de lancement, l'idée fut aussitôt validée par la direction et par Richard Garfield lui-même, tous conscients que la croissante masse de joueur en 1993 finirait par demander de nouvelles cartes. Néanmoins, le jeu étant encore en ébauche et devant comporter pratiquement près de 300 cartes, Conard et Herbert avertirent qu'ils ne pourraient pas faire paraître Legends avant l'année suivante. Lorsque les développements d' Arabian Nights et Antiquities furent  aussitôt lancés par Richard Garfield, l'idée était de sortir des nouveautés assez rapidement sans trop se soucier de l'équilibrage du jeu ni de la quantité. Legends, elle, était une extension dont le background, les mécanismes et la composition avaient été mûris bien avant la parution de Magic, et dont le temps de développement a permis la large parution d'un grand nombre de cartes originales et novatrices.
En tout premier lieu, c'est par sa quantité de cartes que cette édition a impressionnée : 310 cartes différentes, soit plus qu'aucun sets de base ou extensions parues jusqu'alors n'en avait jamais contenu (Sachant qu'aucune des cartes de Legends n'existe en plusieurs exemplaires visuels comme c'est le cas pour les Terrains de Base ou de certains Terrains non base d'Antiquities). Qui plus est, pour la première fois une extension fut distribuée sous forme de Booster de 15 cartes (et non plus 8) comprenant 11 communes (et non 6), 3 peu communes (et non 2) et 1 rare (et non 0).
Mais c'est surtout pour l'ensemble des nouveautés et des mécanismes introduits que Legends est devenu célèbre. Cette extension a pratiquement doublée le répertoire de cartes existantes à l'époque, et considérablement étendu le champ du jeu avec une quantité de nouveaux decks apparaissant alors. Legends est réellement l'extension qui a donné ses lettres de noblesse à la 3e édition, et par la qualité exceptionnelle de certaines de ses cartes est considérée comme l'une des meilleures éditions jamais créée.
Toutefois, n'ayant été imprimée qu'à 35 millions d'exemplaires (en incluant les cartes italiennes), et ayant été très demandée dès sa sortie, Legends a très rapidement été en rupture en Amérique auprès de très nombreux distributeurs, certains d'entre eux sachant déjà qu'ils n'auraient pas à mettre en rayon les boosters du fait des pré-commandes qui les avaient tous monopolisés. Il en résulte que Legends est probablement avec Arabian Nights l'une des extensions dont les cartes figurent parmi les plus rares et les plus recherchées par les collectionneurs.
Legends dispose également de la particularité d'être le premier set de Magic dont l'année de l'édition de la carte est indiquée en bas de celle-ci, juste à proximité du nom de l'artiste ayant réalisé le dessin de la carte.
Enfin, il est à noter que Legends est la plus ancienne extension de Magic ayant par la suite été traduite à l'étranger. Mais il ne s'agit toutefois pas de la première à avoir été traduite, puisqu'une version italienne est sortie assez curieusement au début de l'année 1995, juste après la parution italienne de The Dark. Les joueurs des autres pays européens qui disposaient pourtant à l'époque de leurs versions traduites de la 3e édition ne comprirent pas tous ce favoritisme envers l'Italie alors que certains d'entre eux représentaient un marché bien plus considérable (Allemagne, France, Grande-Bretagne...).
Histoire
Legends ne développe pas d'histoire globale cohérente, mais se contente de présenter une galerie de personnages célèbres (légendaires), ayant chacun sa propre histoire. Certains de ces personnages seront repris par la suite dans des romans ou dans les extensions suivantes, comme le fameux dragon Nicol Bolas. L'histoire du jeu se déroule sur Dominaria mais à une époque du storyline qui semblait indéterminable au moment de la parution de l'édition. Néanmoins, le background de Dominaria s'étoffant au fil des éditions du jeu, il semblerait au vu des lieux développés dans Legends (Urborg/Bogardân/Tolaria...) que l'univers de Legends soit intimement lié à la période du set Mirage. Or le Bloc Mirage se terminant sur l'extension Aquilon et donc sur toute la quête de Gerrard qui suit en Storyline (et qui s'achève avec l'extension Apocalypse, c'est-à-dire la destruction partielle du monde de Dominaria), il est impossible que les évènements de Legends soient développés après cette extension. Il est donc fort probable que le background de Legends se place dans la période de l'histoire de Dominaria situé entre celle du bloc Ere Glaciaire et du bloc Mirage ce qui représente plusieurs siècles de trame.
Bon nombre des cartes de créatures Légendaires créées au sein de cette extension l'ont été par Steve Conard et Robin Herbert, qui en grands amateurs de jeux de rôle, et en particulier Donjons et Dragons ont retranscrits leurs vécus à travers des cartes. Une grande partie des créatures légendaires mise dans l’expansion sont en effet des personnages que ces derniers avaient créés lors de leurs parties de Donjons et Dragons où autres jeux de rôles, ainsi que des personnages non joueurs auxquels ils ont eu à faire face aux cours de leurs nombreuses campagnes. Les Elder Dragons quant à eux sont inspirés à la foi de Donjons et Dragons et d'éléments de littérature fantastique, l'idée étant de retranscrire en jeu des créatures très anciennes disposant d'une essence propre à leurs caractères et de pouvoirs redoutables.
Quant aux différents environnements, lieux et créatures, toutes sont plus ou moins inspirées de la littérature fantastique et de l'univers des jeux de rôle elles aussi. De nombreux textes d'ambiance de l'édition sont des passages tirés de différents romans où œuvres poétiques de la littérature anglo-saxonne desquels les concepteurs ont manifestement puisés pour imaginer leurs sorts. Des cartes comme Headless Horseman ou Horreur Cosmique sont très clairement tirées des œuvres de Washington Irving (La légende de Sleepy Hollow) et de Lovecraft (en références aux entités constituant le mythe de Cthulhu créé par l'auteur).
Mécanismes
Legends est une extension dite hors-bloc, tout comme le furent Arabian Nights et Antiquities. Mais alors que les deux premières extensions n'apportaient pas de réels changements de mécanismes sur le jeu, mais juste des nouvelles cartes, ainsi qu'une thématique générale, Légends va apporter des nouveautés qui vont modifier la manière de jouer à Magic.
L'ensemble des sorts colorés du set sont considérablement fournis au niveau des cartes en comparaison des précédentes expansions : 43 cartes chacune contre 11 en Arabian Nights et 7 en Antiquities.
Les artefacts sont eux pour la première fois en nombre inférieurs par rapport à la quantité de cartes composant une couleurs au sein d'un set (qu'il s'agisse d'un set de base où des extensions). Mais avec 29 artefact présents dans Legends, l'extension propose néanmoins un nombre suffisamment significatif de ces derniers. Les Terrains sont aussi présents en 11 exemplaires, ce qui est la plus grande quantité de terrains non base jamais fournie jusqu'alors dans un quelconque set de Magic. Mais la plus grande innovation réside sans aucun doute dans l'apparition des cartes multicolores : Pas moins de 55 cartes de ce type sur l'ensemble du set, soit la catégorie majoritaire de tout Legends
- Les cartes multicolores : Legends se trouve être la première édition de Magic incluant des cartes au fond doré (gold où or), c’est-à-dire des cartes multicolores. Si les cadres des cartes multicolores sont dorées, il ne s'agit pas de sorts qui appartiendraient à une sixième couleur or. Une carte or est une carte ayant les couleurs des manas présents dans son coût de lancement. Par exemple, une carte à cadre or coûtant à poser un mana blanc, un mana noir et deux manas bleus est à la fois une carte bleue, une carte noire et une carte blanche : Or n'est pas une couleur de Magic. Les cartes multicolores de Legends ont été conçues de telle manière à ce qu'il existe autant de cartes bleues, que de noires, que de rouge que de vertes et que de blanches au sein de l'ensemble du set. Il est à noter que les cartes multicolores de Legends n'inclurent jamais un sort composé de plus de trois couleurs et qu'à chaque fois, les couleurs composant ces cartes étaient des couleurs alliées (dans le cas d'une carte bicolore) où dont l'une des couleurs est alliée aux deux autres (dans le cas d'une carte tricolore). Néanmoins, l'ensemble des sorts multicolores du set ne sont constitués que des créatures légendaires; il faudra attendre les prochaines extensions pour voir des sorts multicolores autres que ces dernières. Il n'en reste pas moins que l'invention de sorts multicolores aura énormément enrichi le jeu, obligeant les joueurs à cibler et à orienter leurs decks afin de jouer ces cartes. Les cartes multicolores deviendront un thème récurrent des blocs d'extension, et l'un des plus populaires, avec notamment les blocs Invasion, Ravnica : la cité des guildes et Les Éclats d'Alara.
- Enchantements du Monde : Ils font leur apparition dans Magic avec cette extension. Il s'agit d'enchantements dont l'effet s'applique à tous les joueurs de la partie. Leur particularité vient du fait qu'il ne peut y avoir qu'un seul enchantement du monde en jeu à tout moment de la partie (afin d'éviter l'accumulation de règles très contraignantes que ces sorts mettent en jeu). Si un autre joueur pose un autre enchantement du monde en jeu (fut il différent de celui déjà en jeu), il remplace alors le premier enchantement du monde qui est lui détruit. Legends introduisit pas moins de 12 enchantements du monde : 4 verts, 4 rouges, 2 noirs et 2 bleus.
- Les Marqueurs Poison : Les premières créatures capables de mettre des marqueurs poisons sur des joueurs furent créées dans le set Legends : le Scorpion de l'Abîme, et le Générateur de Serpents (un artefact capable de créer des jeton-créatures qui elles pouvaient mettre des marqueurs poisons sur un joueur). Si aujourd'hui la règle des jetons poisons est officialisée par les règles (à savoir que lorsqu'un joueur a 10 marqueurs poisons sur lui, ce dernier perd la partie), elle était à cette l'époque à chaque fois clairement expliquée sur la carte créant ces marqueurs. Par la suite les créatures capables de donner des marqueurs poisons seront de plus en plus nombreuses, au point que cela en deviendra une règle officialisée.
- Permanents Légendaires : Legends est la première édition de Magic qui introduit la notion de permanent légendaire, à savoir un permanent censé être unique dans l'univers du jeu, à un tel point qu'il ne peut exister qu'en un seul exemplaire en jeu. Legends tire lui-même son nom de ces fameuses cartes légendaires représentant un être où un lieu mythique et important. À l'époque de la sortie de l'extension, la règle des légendes indiquait que lorsqu'il y avait un permanent légendaire en jeu, si un autre permanent légendaire du même nom arrivait en jeu, le second était envoyé au cimetière. Il faut également savoir qu'au moment où est paru le set Legends, il était impossible d'avoir le même permanent légendaire en plus d'un exemplaire au sein de son deck. Deux types de permanents légendaires ont été mis à disposition des joueurs lors de la parution de l'extension :

1. Créatures Légendaires : Les créatures légendaires de Legends ont toutes la particularité d'être des cartes multicolores. Steve Conard et Robin Herbert, concepteurs de l'extension, les ont majoritairement créées à partir de personnages ou personnages non joueurs qu'ils ont eu à gérer au cours de leurs parties de jeux de rôles. Leur idée était de créer des héros, des êtres exceptionnels de l'univers de Magic. Le problème est que le type de créature Hero (aujourd'hui révolu) existait déjà dès la 1re édition avec l' Héroïne Bénaliane. Les concepteurs ont alors imaginé le type Légende pour désigner ces créatures. Si à l'époque, une créature légendaire était forcément du type Legende, ce n'est plus le cas aujourd'hui où légendaire est une capacité allouée à une créature qui fait qu'elle ne peut exister en plus d'un exemplaire en jeu. Toutes les créatures Légendaires de Legends ont donc depuis subies un errata précisant le type de créature auquel elles appartiennent de nos jours
2. Terrains Légendaires : Moins nombreux que les créatures légendaires puisqu'au nombre de 6 seulement, ces terrains ont su toutefois se distinguer. L'un d'entre eux, The Tabernacle at Pendrell Vale est en effet la carte la plus cotée de tout Legends. Toutes les règles affectant les terrains restent de mise pour les Terrains Légendaires: ce sont des permanents non-sorts qu'on ne peut poser d'une fois par tour. Ils sont juste censés représenter des lieux magiques exceptionnels qu'on ne trouve qu'en un endroit du monde, raison pour laquelle ils ne peuvent être présents qu'en un seul exemplaire en jeu.

- Le Regroupement avec les Autres : Le regroupement, la capacité la plus complexe crée au sein de Magic, s'est vue étoffée d'une règle complémentaire en Legends. Le regroupement avec les autres, est exactement similaire en tout point avec le regroupement classique à l'exception qu'il n'autorise la formation de bandes qu'avec le type de créature indiquée sur la carte. Par exemple, une créature qui a le regroupement avec les créatures légendaires, ne peut former une bande ne comprenant que des créatures légendaires. Cette règle rendant le regroupement assez contraignant (surtout à une époque où les decks à thèmes de créatures n'étaient pas encore très étoffés) ne fut toutefois plus reprise dans les futures extensions de Magic.
- La Sauvagerie : Legends introduit pour la première fois une nouvelle capacité de créature, la sauvagerie. Il s'agit d'une capacité qui est affectée à un coefficient (indiqué sur la carte). Lorsque la créature disposant de la sauvagerie est bloquée par plus d'une créature, elle gagne +x/+x pour chacune de ces créatures au-delà de la première qui la bloque, x étant le coefficient affecté à la sauvagerie. Une capacité qui est jouée en combinaison avec des cartes comme Leurre permet d'éliminer rapidement les créatures adverses, mais fut globalement très rarement utilisée (car les joueurs ont très souvent peu d'intérêt à bloquer une créature attaquante disposant de la sauvagerie avec plusieurs de leurs propres créatures en défense.)

Cartes emblématiques
- Les Dragons Ancestraux : Parmi les créatures légendaires de Legends furent créés cinq dragons ancestraux. Bien que tous multicolores, ces dragons 7/7 avec le vol disposaient chacun d'un aspect propre à une couleur centrale de leur coût de mana. Arcades Sabboth (blanc en couleur centrale) confère des bonus de défense aux créatures non attaquantes contrôlées et peut augmenter sa propre défense en payant du mana blanc, Chromium (bleu en couleur centrale) à la sauvagerie 2, Nicol Bolas (noir en couleur centrale) défausse la main de l'adversaire que ce dragon blesse, Palladia Mors (vert en couleur centrale) à le piétinement et Vaevictis Asmadi (rouge en couleur centrale) peut augmenter sa force en payant du mana rouge, vert ou noir. Il fallait toutefois lors de l'entretien des joueurs payer un mana parmi chacun de ceux qui constituent les couleurs de ces dragons, ou alors ces derniers étaient détruits. Plutôt compliquées et chères à poser, ces cartes furent peu jouées dans l'ensemble.

#### The Dark
- Date de sortie : août 1994
- Nombre de cartes : 119
- Nombre d'exemplaires imprimés : 75 millions
- Le symbole de l'extension est un croissant de lune.
- Langues : Anglais, Italien

Poursuivant sur le remarquable succès de Magic, Wizard of the Coast lance une nouvelle extension de Magic sortie cinq mois après la parution d' Antiquities. En effet, si Legends est la troisième extension du jeu, il n'en reste pas moins que cette dernière est une parenthèse à part dans l'histoire du développement des sets. The Dark est elle prévue dans la continuité de ces prédécesseurs : constituée de quelques cartes (un peu plus d'une centaine) uniquement en disponibilités communes et peu communes. Wizard of the Coast avait une fois de plus fait le choix de poursuivre sa lancée d'extensions de petit format, chacune paraissant sur un intervalle de quelques mois, et enrichissant ainsi le jeu et la collection de nouvelles cartes. Legends ne devait ainsi être qu'une exception dans le développement du jeu, suffisamment importante pour satisfaire les joueurs en attendant l'arrivée du prochain blockbuster en cours de développement : Ère Glaciaire. Néanmoins, après le phénoménal succès de Legends auprès des joueurs, The Dark fut reçu auprès du public américain avec des sentiments plutôt mitigés. Le faible nombre de nouvelles cartes, et surtout le manque considérable de puissance de ces dernières ont commencé à laisser penser parmi les plus anciens adeptes du jeu que ce dernier était désormais en déclin. Les prochaines extensions viendront par ailleurs renforcer très largement cette idée de l'époque. La comparaison des cotations est d'ailleurs criante : là où les cartes les plus recherchée des trois premières extensions voient leurs prix monter jusqu'à plus de cent euros, les cartes les plus chères de The Dark cotent elle pour quelques dizaines d'euros. Cette extension est donc considérée (ainsi que toutes les extensions "stand alone" publiées après Legends) comme l'une des plus faibles de Magic (même si certaines cartes demeurent très efficaces) : Pour les tout premiers joueurs de Magic, on a l'avant The Dark, qui marque un âge d'or désormais révolu comprenant des cartes parfois surpuissantes, et l'après Legends qui marque une période de déclin assez long sur la qualité des cartes (par rapport aux plus anciennes éditions). L'épuisement des boosters The Dark auprès des distributeurs prit par ailleurs plusieurs mois là où les trois précédentes extensions furent vendues en quelques semaines.
The Dark est également la première extension parue à l'étranger. En effet, si Legends est la plus ancienne extension à avoir été éditée en dehors des États-Unis, The Dark est sortie cette même année en Italie bien avant que Legends ne soit traduite.
Histoire
Voulant poursuivre le « storyline » développé au sein de l'extension Antiquities, les développeurs de The Dark enchaînent avec un environnement plus sombre : Bien des siècles après la Guerre des frères entre Urza et Mishra racontée dans Antiquities, les énergies libérées par l'utilisation du Silex Golgothien ont provoqué de larges désordres au sein de l'univers de Dominaria. Le continent le plus touché reste celui de Terisiare où monstres et gobelins se mettent à proliférer sous l'influence de ces énergies. De la même manière, un vaste écran de poussières magiques s'est accumulé au sein de l'atmosphère de Dominaria et agît tel une barrière protectrice qui réduit considérablement la température de la planète. Ce refroidissement de climat amènera quelques siècles plus tard la mise en place de l'Ere Glaciaire de Dominaria (qui sera développée dans un autre bloc d'extensions). Tous ces brusques changements entraînent en tout cas de profonds troubles politiques au sein du royaume de Terisiare : un puissant clergé prend le pouvoir et met en place une impitoyable inquisition, qui traque sans relâche et persécute au cours d'une véritable chasse aux sorcières tous les magiciens, sorciers et artificiers que compte le pays, reconnus coupables de tous les maux qui frappent le monde. Dans ce contexte tendu, Mairsil, conseiller auprès du roi de Terisiare en profite pour accroître sa puissance : Il fait emprisonner un très grand sorcier, le seigneur Ith au sein de la cage de Barl (Barl's Cage), un artefact au sein duquel le prisonnier ne peut exercer sa magie. Le but de Mairsil est d'obtenir de la part d'Ith le secret de son fameux labyrinthe (Maze of Ith). Dans le même temps, celui-ci déclenche une croisade (Tivadar's Crusade) menée par Tivadar, seigneur de l'Ordre des chevaliers de Thorn (Knights of Thorn) pour exterminer la forte présence de gobelins sur le terrain. Il s'ensuit une large aventure incluant de nombreux héros tels Maveen O'Donahough, un soldat de l'armée du royaume qui voyagera au fil des batailles au côté de Vervamon l'Ancien, un sage et grand chroniqueur de cette période (ce dernier finira par être traduit en justice et exécuté par l'inquisition à la suite de ces trop grandes découvertes). Le seigneur Ith lui, parvient par la suite à s'évader de sa cage et transforme l’artificier Barl en Loqueteux, afin qu'il lui ramène le héros qui pourra mettre fin à la tyrannie de Mairsil.
L'histoire de The Dark n'est que parcellaire (en grande partie dû au faible nombre de cartes) et sa fin n'a jamais été racontée que ce soit à travers une extension où d'un roman tiré de l'univers.
Mécanismes
The dark est une édition qui est sortie 2 mois après Legends et qui a reçu un accueil mitigé du fait de son manque de puissance.
Il n'y a (officiellement) aucune carte rare, bien que certaines, telles que Maze of Ith soient très recherchées. Concernant les mécanismes, rien de comparable sur le plan de l'innovation à ce que Legends a pu offrir précédemment. Néanmoins, il faut noter que certain mécanismes de Legends ont été repris à travers The Dark, comme la capacité à créer des marqueurs poisons (à travers la carte Vipère des Marais) ainsi que les cartes Or (trois en tout sur l'extension) qui pour la première fois concernent des sorts autres que des créatures légendaires. Il est d'ailleurs à noter que les trois cartes Or de Magic portent inscrites en toute lettres dans leur cadre de texte les couleurs auxquelles appartiennent ces cartes (ce que Legends n'avait pas fait), preuve que ce type de carte pouvait encore porter à confusion à l'époque. De la même manière, les trois cartes Or de The Dark étant respectivement des cartes rouge et noire, noire et vertes, et verte et rouge, les couleurs vertes, rouges et noires de l'extension eurent toute une carte en moins dans leur liste par rapport aux blanches et bleues, ceci afin de conserver l'équité du nombre de sorts colorés.
Mais globalement dans The Dark aucune nouveauté n'est à noter en matière de règles ou aucune quelconque ligne directrice majeure comme Antiquities a pu le faire avec les artefacts. Ce fait contribua largement à la déception des joueurs vis-à-vis de cette extension. Quelques traits caractérisent néanmoins l'extension :
- Bouleversements au sein des couleurs : Du fait d'un background évoquant une catastrophe magique à l'échelle mondiale, The Dark a eu cette particularité de présenter des sorts de couleur très inhabituels dans leur fonctionnement. On trouve par exemple une créature bleue, Electric Eel, dont la capacité ne s'active qu'en payant du mana rouge, une couleur antagoniste du bleu. La Foule en Colère elle, dispose du piétinement et d'une force proportionnelle au nombre de marais (et non de plaines) que l'adversaire contrôle, caractéristique plutôt vue chez des créatures rouges ou vertes, alors qu'il s'agit d'une créature blanche. Les Elfes de l'Ombre Pronfonde eux sont vert et peuvent produire du mana noir en provoquant une blessure à son utilisateur (caractéristique d'une créature noire). Les Grave Robbers eux rendent des points de vie au joueur alors qu'il s'agit de créatures noires. De nombreuses cartes au sein de l'extension partagent ainsi des traits de caractères qui ne représentent pas l'aspect habituel de la couleur jouée.
- Extensions massive des thèmes de créatures : The Dark reste la première édition à réellement étendre les types de créatures. Elle rajouta ainsi bon nombre de ces dernières, ainsi que des sorts affectant des types particuliers connus à ce jour : Elfes, orques, ondins, guivres, chevaliers, zombies, murs, sorciers mais surtout les gobelins virent leurs rangs s'élargir en vue de créer des decks à thème.
- Cartes endommageant leurs contrôleurs lors de leur utilisation : Ces cartes telles que Book of Rass, Elfes de l'Ombre Profonde, Frères de Feu, Banshee, Fire and Brimstone, Eternal Flame où Season of the Witch, endommagent leur contrôleur lorsque celui-ci les joue où active leur capacité (dans le cas d'un permanent). Ce genre de cartes dont l'effet à un côté pénalisant pour leur utilisateur est suffisamment récurrent au sein de l'extension pour être noté.
- Cartes demandant de sacrifier ou retirer de la partie des permanent : D'autres cartes ne verront leur effets activés qu'à condition de sacrifier où de retirer de la partie des permanents (situés en jeu où dans un cimetières). C'est de le cas de cartes telles que City of Shadows, Eater of the Dead ou Cœur Noir du Bois.

#### Fallen Empires
- Sortie : novembre 1994
- Nombre de cartes : 187
- Le symbole de l'extension est une couronne.
- Langues : Anglais.

Le projet mobilisant le plus les studios de développement de Wizard of the Coast en cette fin d'année 1994 demeure le set Ère Glaciaire, une extension de Magic devant être conçue pour être jouée de manière totalement indépendante des éditions de base, et présentant de tous nouveaux mécanismes. Néanmoins, avec l'édition Revised en vigueur, le développement ne pouvait se permettre, durant la longue période de mise au point de ce tout nouveau set, d'abandonner l'émulsion provoquée par l'apparition de nouvelles extensions, et donc de créer de nouvelles cartes influant sur la manière de jouer. Legends, première extension de l'ère Revised avait été conçue dans une optique qui se rapproche de celle qui a conduit à élaborer Ère Glaciaire. The Dark et Fallen Empires furent par contre tous deux développés dans l'idée d'étendre l'extension de base, tout comme Arabian Nights et Antiquities l'avaient été pour les deux premières éditions. Si The Dark est sorti avant Fallen Empires, cette première fut une édition très particulière, dans la cohérence de sa composition notamment, et d'autre part son niveau de puissance à la baisse qui contraste très largement avec les précédentes extensions. Fallen Empires sera elle aussi une extension assez peu puissante, ce qui laissera penser aux plus anciens joueurs du jeu que la grande époque de Magic était définitivement révolue. Néanmoins l'édition connaîtra auprès des joueurs un succès beaucoup plus grand que The Dark, même s'il est mitigé par cette globale faiblesse qui a fait que peu de ces cartes furent jouées en tournoi. La première raison de ce semi-succès revient à la cohérence de l'extension: Cette dernière présente un univers beaucoup plus élaboré avec des tribus bien distinctes et ayant des rapports les unes aux autres (alors que certaines cartes de The Dark étaient pratiquement injouables sans faire appel à des cartes extérieures). Cet effet aura pour conséquence de donner un caractère unique à Fallen Empires, très bien structuré entre le background enrichi et les mécanismes des cartes. Cet aspect tribal sera assez populaire, même si encore peu puissant en format de tournoi à l'époque, et incitera vivement Wizard of the Coast à poursuivre l'idée d’étendre des univers centrés sur des types de créatures. La seconde raison de cette relative popularité résidera dans la quantité de boosters émis, une quantité suffisante pour que cette extension soit toujours en vente au sein des circuits de la distribution plusieurs mois plus tard, alors même qu'étaient sorties les 4e édition ainsi que Chronicles. Les cartes de Fallen Empires étant ainsi présentes en plus large quantité sur le marché, leur côte a assez peu grimpé au fil des mois, et les a rendu plus accessibles à l'ensemble des joueurs (américains comme internationaux), évitant ainsi de décourager les collectionneurs.
Fallen Empires n'a enfin été éditée qu'en anglais. La 3e édition étant alors parue en Allemagne, en Italie et en France, beaucoup de joueurs n'ont pas compris que Wizard of the Coast n'ait pas tenté de faire traduire et paraître cette extension dans leurs pays respectifs. D'autant plus que les extensions The Dark puis Legends avaient été préalablement traduites pour l'Italie.
Histoire
Fallen Empires se déroule toujours sur Dominaria, juste après les événements décrits dans The Dark, mais sur un autre continent, Sarpadia. Comme son nom l'indique, l'extension raconte une série de guerres intestines qui finissent par provoquer la chute des empires sarpadiens : l'empire humain d'Icatia, l'empire ondin de Vodalia, les elfes de Havrebois, etc. Au sein de chaque couleurs coexistent plusieurs partis rivaux qui se déchirent : ainsi les cartes noires représentent à la fois les nécromanciens de l'ordre de la main d'Ebên et leurs esclaves, les srânes, créatures qu'ils ont inventées à l'aide de la magie noire et qui finissent par se révolter contre eux. De même, les elfes (couleur verte) sont menacés par des êtres fongoïdes, les thallidés, issus de leurs fermes à champignons. Les ondins (couleur bleue) sont menacés de leur côté par l'arrivée des homarides, des hommes-crustacés. Les nains (couleur rouge) sont en proie à des invasions d'orques et gobelins. Enfin les Icatians (couleur blanche), une société militaire incarnée par de nombreuses créatures de type soldat sont minés de l'intérieur par des troubles religieux importants menés par Farell, le chef d'un clergé dévoué fanatiquement à la destruction de l'Ordre d'Ebên au point de venir s'opposer au pouvoir séculaire d'Icatia. Tous ces empires finiront par disparaître peu de temps avant le début de l’Ère Glaciaire de Dominaria, ces derniers étant à la fois en guerre entre eux, et en guerre civile larvée.
Mécanismes
Fallen Empires fait partie des dernières extensions hors-bloc. Comme l'essentiel de ces dernières (Legends exceptée), elles n'introduisent pas de nouveaux mécanismes de jeu par rapport au set de base, mais des aspects et caractères propres à l'extension.
Fallen Empires n'est pas la première extension à introduire un thème « tribal », c'est-à-dire des groupes de créatures du même type qui se renforcent mutuellement: La 1re édition avait déjà conceptualisé l'idée avec les ondins, zombis et gobelins même s'ils étaient présents en faible nombre, Arabian Nights avait été l'édition des Djinns et des Éfrits, Legends avec les Kobolds avait lancé un tout nouveau thème tribal et The Dark avec ces gobelins permettait pour la première fois de jouer un jeu entièrement tribal basé sur les gobelins. Fallen Empires est par contre la première extension à ne reposer entièrement que sur des mécanismes tribaux. Les créatures sont en effets toutes regroupés en mêmes types, au nombre de 2 minimum par couleur. Quelques exceptions à cette règle néanmoins: Hand of Justice, Ebon Praetor, Orgg et Vodalian War Machine sont de types respectifs Avatar, Orgg et Mur qui ne sont pas représentés en tribaux au sein de l'édition. De la même manière, les cartes de l'époque ne classifiaient pas encore les créatures artefact en type de créatures (à l'exception notable des murs, les seules créature-artefacts à être affectées à un type de créature). En conséquence de quoi il n'existe donc pas de créature-artefact en Fallen Empire, ce qui est une première dans Magic. Ce thème tribal deviendra par la suite l'un des thèmes techniques récurrents dans les extensions du jeu (avec des blocs comme Carnage ou Lorwyn).
| Couleur | Tribus                      |
| ------- | --------------------------- |
| Blanc   | Soldats, Clercs et Citadins |
| Bleu    | Ondins et Homarides         |
| Noir    | Clercs et Srânes            |
| Rouge   | Nains, Goblins et Orques    |
| Vert    | Elfes et Fongus             |

Un des autres aspects de Fallen Empires concerne l'existence de mêmes cartes au sein de l'extension disposant de différentes illustrations et textes d'ambiance. Encore une fois, il ne s'agit pas d'une nouveauté: Antiquities l'avait déjà fait pour certains de ces terrains non-base, ces derniers pouvant exister jusqu'à quatre copies différentes. Ici, au sein de chacune des couleurs on trouve à chaque fois 3 sorts représentés en 4 copies différentes, ainsi que 4 sorts représentés en 3 copies différentes. À noter également que lorsque ces cartes existant en plusieurs exemplaires disposaient d'un texte d'ambiance, celui-ci différait également selon les différentes versions de celles-ci. Ceci illustre un aspect du développement qui aura grandement augmenté l’intérêt des joueurs à collectionner les cartes sous leurs multiples variantes. Il est à noter que parmi le dénombrement total des cartes de l'édition sont comptées chacune des cartes existant en différents exemplaires. Il en résulte que Fallen Empires ne contient en réalité que 102 cartes uniques sur 187 comptabilisées au total.
| Couleurs | Cartes existant en trois copies                                                 | Cartes existant en quatre copies                                            |
| -------- | ------------------------------------------------------------------------------- | --------------------------------------------------------------------------- |
| Blanc    | Farell's Zealot, Javeliniers Icatians, Icatian Moneychanger et Order of Leitbur | Combat Medic, Icatian Infantry et Éclaireur Icatian                         |
| Bleu     | High Tide, Guerrier Homaride, Tidal Flats et Vodalian Mage                      | Homarid, Merseine et Soldats Vodalians                                      |
| Noir     | Adeptes de la Main d'Ébên, Srâne Percesprit, Nécrite et Order of the Ebon Hand  | Armor Thrull, Basal Thrull et Hymn to Tourach                               |
| Rouge    | Soldat Nain, Goblin Chirurgeon, Grenade Gobeline et Espion Orque                | Orques de la Griffe d'airain, Tambours de Guerre Gobelins et Orcish Veteran |
| Vert     | Elvish Hunter, Elvish Scout, Night Soil et Spore Cloud                          | Elven Fortress, Thallidé et Thorn Thallid                                   |

D'autres cartes se distinguent au sein du set et donnent un certain caractère à l'édition. Un grand nombre de sort ont en effet la capacité de créer des jetons permanent 1/1 ou 0/1 (Thallidé, Homarid Spawning Bed...) en masse.

### 4eédition
- Date de sortie : avril 1995
- Nombre de cartes : 378
- Langues : Anglais, Italien, Français, Allemand, Portugais, Espagnol, Japonais, Coréen

Moins d'un an après la parution de Revised, Wizard of the Coast prend la décision de rééditer et de mettre à jour le set de base. Comme son nom l'indique, il s'agit de la 4e édition et ce nom sera employé pour toutes les versions: américaines comme étrangères. Cette réédition marque un profond changement pour plusieurs années à venir dans l’élaboration du set de base. En effet, à compter de cette date, la décision fut prise de réactualiser le set de base selon un cycle fixé tous les deux ans. En ce qui concerne les modifications, aucune n'est particulièrement à noter du point de vue des règles, mais il n'en reste pas moins qu'un changement majeur s'opère avec l'arrivée de la 4e édition: le symbole d'engagement représentant une carte et une flèche remplace le précédent symbole créé en 3e édition. Ce symbole sera désormais utilisé universellement à travers toutes les éditions de Magic parues depuis cette date. De nombreuses modifications de textes eurent également lieu afin d'affiner les règles : des précisions sur le ciblage de certains sorts ou sur la durée d'un effet, par exemple.
Une autre des modifications notables réside dans la composition des boosters. Depuis Alpha, les boosters pouvaient contenir en effet des terrains de base. À compter de la 4e, ils ne contiendront plus que des sorts ou des terrains non-base, ce qui permettra aux joueurs de pouvoir s'approvisionner en cartes de ce set sans à avoir à racheter des terrains de base qu'un grand nombre de joueurs possèdent déjà en quantité plus que suffisante. La distribution de cette édition aura également été bien plus massive que ses prédécesseurs, puisque conçue pour être vendue sans rupture durant deux années complètes et dans une large partie du monde. La 4e édition est à ce titre la première à être diffusée sur 4 continents, et pour la première fois traduite dans des langues asiatiques.
La distinction des cartes de la 4e édition de celles des éditions précédentes est également plus aisée: pour la première fois au sein d'un set de base de Magic, les cartes sont datées de l'année de leur parution (1995). Elles furent toutes éditées en bords blancs au sein de tous les pays ayant déjà eu la 3e édition éditée chez eux. Par contre, pour les pays pour lesquels la 4e édition fut la première à paraître (Espagne, Portugal, Brésil, Japon, Corée du Sud...), ces cartes furent éditées en bords noirs.
La plus grosse modification demeure celle de la composition du set. Une part plus importante de cartes fut retirée (50 cartes) que lors du passage de Unlimited à Revised (36 cartes). 122 cartes furent en tout rajoutées là où Revised ne s'en était vu rajouter que 39. Après ces modifications, la quantité de sorts de chacune des couleurs aura été rectifiée de façon que l'équité du nombre de sorts par couleur soit respectée (en Revised, les sorts rouges comptaient une carte en plus par rapport aux autres, et les sorts verts une carte en moins).
On constate ainsi la disparition des doubles terrains, qui ne seront plus jamais réédités par la suite, ouvrant ainsi à Wizard of the Coast la voie au développement de multiples possibilités de terrains non base pouvant créer deux manas différents. D'autres valeurs sûres de Magic furent également retirées définitivement, telle la Roue de la Fortune. Parmi ces dernières, on peut dénoter que les cartes dont le coût en mana était trop faible par rapport à l'effet procuré furent systématiquement écartées (Réapparition, Geyser Cérébral, Gorille Beringeï, Précepteur Diabolique ou l'Anneau Solaire). Les rituels noirs impliquant une influence sur les mises présentes en jeu sont également écartés. Certaines cartes furent retirées parce que trop peu utilisées par les joueurs de l'époque (Reconstruction, Inversion de Polarité, Tempête Fracassante...) tandis que d'autres posaient à l'époque des problèmes de complexité à utiliser (Garde du Corps Émérite, Hydre de Pierre ou Monolithe de Basalte). Un point assez important pour décider du retrait de cartes en 4e fut lorsque ces dernières avaient une connotation maléfique, sataniste où choquante vis-à-vis des joueurs où des parents des joueurs. Ce fut en particulier le cas aux États-Unis, où la popularité du jeu auprès des plus jeunes valut à Wizard of the Coast de commencer à être pointé du doigt par les lobbys puritains. Furent donc écartées des cartes comme Résurrection, Hordes Démoniaques, Mur Vivant, Diablotin Provocateur ou Précepteur Diabolique jugées trop offensantes vis-à-vis des croyances de certains. Le retrait des cartes de copie (Copie d'Artefact, Clone et Doppelganger Vésuvéen) du set de base eu un impact profond sur les jeux bleus basés sur le contrôle du jeu adverse.
À noter enfin que parmi les cartes retirées, 10 d'entre elles faisaient partie des 49 qui furent rajoutées au set de base lors du passage à la 3e édition. Ceci tend à prouver que lors de ces rééditions, les développeurs ne retirent pas nécessairement les cartes les plus anciennes de ces sets, mais également des cartes ayant été rajoutées lors de la dernière réédition.
Composition de la 4e édition (terrains de base non compris) :
- Set initial : 58,95 %
- Legends : 15,15 %
- Antiquities : 9,9 %
- The Dark : 8,8 %
- Arabian Nights : 7,2 %

On constate donc que la 4e édition, malgré un fort retrait de cartes issue de la toute première édition, reste majoritairement constituée de ces dernières. Néanmoins, les cartes issues des extensions occupent toutes ensembles une forte proportion du set (à hauteur de plus d'un tiers), et pour la première fois, les cartes rééditées depuis une extension dépassent les 10 % de la composition du set (ici en l’occurrence, les cartes issues de Legends). La 4e édition est le dernier set de base de Magic à garder ce trait de caractère fidèle aux origines du jeu : à partir de l'édition suivante, les cartes apparues en Alpha ne constitueront plus la majorité absolue de la composition du set. Aucune carte issue de Fallen Empires n'a été réédité en 4e édition, et pour cause: l'extension était toujours distribuée par Wizard of the Coast au moment de la parution du nouveau set de base.
Parmi les cartes rajoutées, on note que le Cercle de Protection: Artefact vient compléter les 5 Cercles de Protection déjà en vigueur depuis Alpha, bien que celui-ci fut édité en disponibilité peu commune là où les autres cercles étaient des cartes communes. Les cinq Accumulateurs de Mana édités en Legends débarquent également parmi les artefacts disponibles. Si les trois cartes de rituel noires qui permettaient au joueur d'influencer le contenu des mises disparaissent avec la 4e édition, on voit à la place en arriver trois qui n'influent pas sur les mises, mais ne pouvant être jouées que si l'on utilise ce système : Efrit de la Tourmente, Renouveau et Tablette de Bronze. L'arrivée du Leviathan et du Colosse de Sardie aux côtés de la Force de la Nature toujours présente dans le set de base fait que la 4e édition dispose des trois créatures qui, chacune en leurs temps, furent les plus "grosses" à jamais avoir été créées. Enfin, l'introduction nouvelle du Chevalet Maudit au côté des Étau de Supplice et Chevalet de Torture déjà présents permet la mise en place d'un combo de ces trois cartes au sein de la même édition.
Parmi les terrains non bases introduits à la place des doubles terrains, deux d'entre eux furent issus de l'extension Antiquities, et existaient donc initialement en 4 versions différentes. Or une seule version illustrée de ces terrains fut introduite en 4e édition: La version rééditée de l'Usine de Mishra fut celle dont l'illustration représentait le terrain en automne, tandis que la Mine des Morts-Terrains rééditée fut celle dont le dessin laissait voir le ciel et dont les stratifications n'étaient pas régulières.
Modifications visuelles notables :
Le passage de la 3e à la 4e édition aura vu un certain nombre de modifications visuelles pour certaines cartes.
- Force Impie : Jusqu'en 3e édition, cette carte noire représentait un guerrier derrière lequel se dressait un pentagramme. En 4e édition, l'image fut modifiée afin de ne pas froisser les sensibilités religieuses, et le pentagramme fut retiré de l'illustration.
- Textes d'ambiance raccourcis : On trouve en premier lieu des cartes pour lesquelles le texte d'ambiance présent dans leur édition initiale s'est vu amputé d'une partie de son contenu. Ce raccourcissement fut le plus souvent motivé dans le souci d'économiser de la place pour les textes explicatifs, mais aussi pour alléger des textes parfois trop longs. C'est le cas des cartes Âme en Peine, Amulette de Kroog, Fourmis Charognardes, Harnais de Bataille d'Ashnod, Armement de Tavnos, Horreur Cosmique, Catapulte à Mitraille et Triskèle.
- Textes d'ambiance modifiés : Certaines cartes virent leur texte d'ambiance être remanié par endroits, avec changements de certains mots, ou verbes (parfois même en ayant en plus des phrases abrégées). C'est le cas des cartes Catapulte à Mitraille, Harnais de Bataille d'Ashnod, Troll d'Uthden et Triskèle.
- Textes d'ambiance remplacés : D'autres cartes virent purement et simplement disparaître leur texte d'ambiance pour être remplacé par un nouveau. C'est le cas des cartes Elfes de Llanowar et Rats de la Peste.
- Textes d'ambiance supprimés : Lors de la réédition, l'augmentation du texte explicatif de certaines cartes a obligé les développeurs à supprimer le texte d'ambiance. C'est en particulier le cas des cartes Changeforme, Géant de Pierre et Vautours d'Osaï.

#### Renaissance
- Date de sortie : mai 1995
- Nombre de cartes : 122
- Langue: allemand, français, italien

Renaissance est une réimpression d'une sélection de cartes d'extensions précédentes, réalisée à l'attention du marché européen. Cette extension est intimement liée à la parution de la 4e édition quelques semaines plus tôt. En effet, toutes les cartes présentes dans Renaissance sont les 122 cartes introduites 4e édition. L'unique utilité de cette extension n'est donc que de satisfaire les collectionneurs. En effet, la logique marketing de Magic veut que depuis les origines du jeu, lors de la première parution d'une carte donnée, celle-ci sorte en bord noir, et que sa réédition au sein du set de base se fasse avec les bords blancs. Se posait donc la question compliquée de la 4e édition, puisque les 122 cartes qui y furent introduites sont en bord blanc alors que dans un certain nombre de pays européens, personne n'en a jamais eu accès au sein de la distribution, leurs éditions d'origines n'y étant pas commercialisées. Wizard of the Coast a fait paraître l'extension Renaissance dans cette seule et unique intention: permettre aux joueurs européens n'ayant pas connu la première édition, Arabian Nights, Antiquities, Legends et The Dark d'avoir accès à ces 122 cartes traduites qui en sont issues, en bord noir et avec le symbole de leur extension d'origine imprimé.
Ce sera néanmoins la seule et unique tentative de la sorte effectuée par la firme pour les marchés étrangers: Magic: The Gathering est alors un jeu en pleine expansion dans le monde entier, et le nombre de pays au sein desquels ce jeu sera commercialisé ne va cesser de croître. Qui plus est, bon nombre de cartes issues d'extensions n'ayant pas été commercialisées dans ces états viendront par le futur se rajouter aux futurs sets de base. Devoir à chaque fois ressortir des extensions de type Renaissance pour donner l'occasion aux pays qui n'ont pas connu des cartes plus anciennes aurait été un procédé très lourd qui aurait fini par coûter cher à l'entreprise. Renaissance restera ainsi un privilège réservé essentiellement aux collectionneurs allemands et français, mais qui ne sera plus repris par la suite. En 5e édition par exemple, des cartes issues d'extensions réservées aux États-Unis (Antiquities, Arabian Nights) ainsi qu'à l'Italie (The Dark, Fallen Empires...) y seront rééditées, mais il n'y aura pas pour la France et l'Allemagne d'une seconde extension Renaissance faisant paraître en bords noirs ces cartes jusqu'alors inédites dans ces pays...
À noter que l'Italie aura elle aussi disposé de sa version de Renaissance dénommée Rinascimento (qui signifie Renaissance en italien). Legends et The Dark étant parus dans ce pays, il était inutile que sorte la même version que l'Allemande et la Française en Italie. À la place, ces derniers eurent une version de Renaissance comprenant uniquement les cartes inédites issues du set initial, d'Arabian Nights et d'Antiquities. Qui plus est, cette version italienne a également inclus en bord noir et avec leur symbole d'origine, toutes les cartes issues des deux premières extensions qui furent éditées dans l'extension américaine Chronicles.

#### Ère Glaciaire
- Date de sortie : juin 1995
- Nombre de cartes : 383
- Le symbole de l'extension est un flocon de neige.
- Langue : Anglais, Italien, Allemand, Français, Espagnol, Portugais.

Ère Glaciaire est un tournant majeur dans l'histoire des extensions de Magic. Il s'agit en effet de la toute première extension à avoir été conçue comme autonome; c'est-à-dire qu'il est possible d'y jouer sans recourir à des cartes issues d'une édition de base. Cette dernière contient en effet des terrains de base ainsi que des équivalents de sorts génériques de l'édition de base en un nombre suffisant afin de former un environnement de jeu parfaitement indépendant du set de base: un joueur à la sortie de cette extension aurait parfaitement pu débuter à Magic et construire des decks parfaitement efficaces en ne s'approvisionnant que sur le set Ere Glaciaire. Jusqu'alors, aucune des extensions précédentes n’a pu réellement être jouées de la sorte. 
L'extension sera ainsi vendue sous forme de "Starter" de 80 cartes ainsi que de "Booster" de 15 cartes.
Ère Glaciaire marque ainsi le début des blocs d'extensions, signant ainsi la fin progressive des extensions "stand-alone". Depuis cette date, tous les ans, Wizard of Coast commercialisera un Bloc autonome à thème pendant la durée d'une année entière, introduisant à chaque fois de nouvelles règles et de nouveaux mécanismes de jeu.
Il s'agit également de la première extension à être jamais parue en dehors des pays anglophones (connaissant déjà la commercialisation du jeu) et de l'Italie. Magic n'était toutefois pas encore commercialisé en Asie à cette époque, si bien qu' Ère Glaciaire n'est pas paru dans cette zone du monde.
Histoire
Le scenario d'Ère Glaciaire fait directement suite à celui de The Dark : Le monde de Dominaria subit les conséquences indirectes de la guerre entre les artificiers Urza et Mishra ; le cataclysme qui a mis fin à la guerre provoque un refroidissement du climat qui plonge Dominaria dans une ère glaciaire pendant plusieurs siècles. Sur le continent de Terisiare, les différents peuples s'adaptent tant bien que mal à la neige et au gel, tandis que le nécromancien Lim-Dûl lance ses hordes zombies à l'assaut des pays voisins, dans l'espoir de conquérir le monde et de faire régner le froid à jamais. À l'instar de Fallen Empires, chaque couleur d' Ère Glaciaire comprendra leurs différents peuples et cultures. En blanc, se trouve représenté le royaume du Kjeldor, un état militariste qui tente de sauver les vestiges de la civilisation face à la rudesse de l'environnement et des ennemis des hommes. Représentés par quantités de soldats d'élites et d'ordres de chevalerie (dont les chevaliers célestes et l' Ordre du Bouclier Blanc sont les plus évoqués dans les textes d'ambiance), Les kjeldoriens semblent vénérer au plus haut point le Général Jarkeld, un héros de jadis qui avec l'ordre de chevalerie dont il avait le commandement, a jadis péri sur les Landes d'Adarkar pour sauver son pays. En bleu, c'est le peuple des Soldevi qui sont mis en avant, un groupe d'humains dissidents du Kjeldor et qui ont fait de la recherche, de la science, de la technologie et de la magie leur fer de lance pour sortir de l'Ère Glaciaire. Menés par Zur, un grand enchanteur, se trouvent également parmi leurs chefs Gerda Äagesdotter, responsable du Collège de Inapparence, une école de magie ayant fait de la métamorphose sa spécialité, et Arcum Daggson, un machiniste soldevi devenu expert dans la recherche d'artefacts des temps anciens, dont certains remontent à la Guerre des Deux Frères. La couleur noire est elle représentée par le peuple des Krovois, un groupe d'hommes s'adonnant à la magie noire et aux arts interdits. Ces derniers sont dirigés par Lim-Dûl, un très puissant sorcier qui grâce à l'intermédiaire de deux démons (Leshrac et Tevesh Szat) lui ayant conférés ses pouvoirs après qu'il leur ait prêté allégeance, est devenu un dangereux nécromancien. Celui-ci lève depuis des légions de morts-vivants dans l'unique but d'anéantir les autres peuples de Terisiare. Il est assisté dans cette tâche par les chevaliers de Stromgald, une côterie de seigneurs dépravés et déchus vivant dans leur forteresse de Tesserhorn, dirigée par Avram Garrisson. C'est le peuple montagnard balduvian qui incarne majoritairement la couleur rouge. Essentiellement constitué de tribus barbares en guerre les unes contre les autres, la contrée de Balduvia est également peuplée de nombreux gobelins, orques et nains qui coexistent plus ou moins bien parmi la vaste chaîne montagneuse. Enfin, pour la couleur verte, les elfes cordelliens et les humains de l'Ordre du Genévrier, cohabitent dans la même forêt révérant tous deux la déesse Freyalise, dont ils croient qu'elle seule pourra ramener le printemps sur Dominaria. Le réchauffement semble même avoir commencé, mais sans doute au détriment de la foi des habitants de la forêt de Cordell : un Jökulhlaups a fait son irruption au sein d'un des Glaciers recouvrant Terisiare, et a inondé la forêt sacrée de la Yavimaya, un vestige de la végétation des temps anciens. Celle-ci est depuis devenue une Sylve inondée. Les Suppliant de Fryalise voient à la fois dans cet évènement une bénédiction incarnée par les larmes de la déesse qui annonce la fin de l’Ère Glaciaire, mais en même temps, le signe de graves bouleversement qui changeront à jamais la face du monde.
Mécanismes
Ère glaciaire est le premier « bloc » (trilogie d'extensions) de Magic : le principe sera ensuite repris pour presque toutes les extensions suivantes, à savoir créer un bloc autonome sous forme de Starter comprenant ses propres terrains de base, son univers et sa trame narrative propre, de nouvelles additions aux règles, et le commercialiser sur la période d'une année entière, avant que le bloc suivant ne vienne le remplacer. En effet, depuis Ère Glaciaire, pas une seule année ne s'est écoulée sans qu'un Bloc ne soit sorti et n'ait été distribué à l'échelle mondiale. Wizard of the Coast a ainsi définitivement tiré un trait sur les lacunes dont elle avait pu faire preuve il y avait un an plus tôt encore, en se montrant ainsi en mesure de distribuer massivement et sans rupture l'ensemble de ces extensions.
Sur le plan des règles, Ère glaciaire a suscité un certain intérêt, y compris pour les plus anciens joueurs jusqu'alors convaincus du déclin de Magic depuis la fin de Legends : l'introduction de nouvelles règles, ce qui ne s'était plus vu depuis Legends, soit une année entière pour les joueurs américains. Même si globalement, le niveau de puissance d{'}Ère Glaciaire est loin d'être mémorable et d'inverser la tendance amorcée depuis The Dark, il n'en reste pas moins que ces nouveautés dans les règles ont suscité un attrait certain en vue des possibilités d'étendre la manière de jouer. Ainsi, parmi les nouveaux mécanismes introduits par Ère Glaciaire, on distingue:
- Les Terrains Enneigés: Il s'agit là d'un nouveau type de terrains de base, qui restera spécifique à ce bloc. Les Terrains enneigés sont au nombre de cinq et sont les répliques exactes des cinq terrains de base connus jusqu'alors: seul leur nom change (Marais Enneigé, Montagne Enneigée, etc.). L'intérêt de jouer ces terrains n'est en réalité restreint qu'au bloc Ère Glaciaire: certains sorts de l'extension sont affectés par la présence en jeu de ces terrains. Ainsi, certaines capacités de sorts ne s'activeront que si le mana payé pour les activer provient d'un terrain enneigé. D'autres cartes auront un effet quantifiable proportionnel à la quantité de terrains enneigés contrôlés. D'autres capacités ne pourront pas être activées si le joueur adverse contrôle des terrains enneigés, et certaines créatures disposeront de la traversée des terrains neigeux. Il en résulte forcément que certains sorts et capacités cibleront les terrains enneigés afin de les détruire où les retirer du jeu. Globalement, les terrains enneigés sont à jouer en combo avec d'autres cartes de l'extension et demandent ainsi au joueur qui les utilise de doser le nombre de terrains de base (enneigés et non-enneigés) constituant son deck.
- Entretien Cumulatif : Il s'agit d'une nouvelle capacité mise en place avec ce bloc. L'entretien cumulatif est uniquement présent sur des permanents, et il est à chaque fois affecté à un coût, ce dernier pouvant consister en une quantité de mana (spécifique ou non), en points de vie, en permanents à sacrifier, en cartes à défausser, etc. La règle de l'entretien cumulatif est simple: lors de la phase d'entretien du joueur ayant sous son contrôle un permanent disposant de cette capacité, celui-ci doit payer le coût de l'entretien ou sacrifier son permanent. La différence entre cette capacité et un coût d'entretien classique réside dans le fait que les coûts s'accumulent et s'additionnent à chaque nouvelle phase d'entretien. Par exemple, un permanent disposant d'un entretien cumulatif lui demandant de payer deux mana rouges obligera ce joueur à payer lors de sa prochaine phase d'entretien deux manas rouge, puis 4 manas rouges lors de la phase n+1, 6 manas rouges pour la phase n+2, 8 manas rouges pour la phase n+3 etc. L'entretien cumulatif n'est donc en rien une capacité qui avantage le joueur, c'est en réalité une contrainte qu'il devient assez difficile à assurer au fur et à mesure que les tours s'écoulent. Le but de cette capacité est de limiter dans le temps l'utilisation d'un permanent donné pour un joueur donné. Les effets et avantages procurés par ce permanent une fois en jeu devront être exploités assez rapidement car en général, passé 2 ou 3 tours, le prix à payer devient rapidement ingérable. De la même manière, un entretien cumulatif demandant à être payé en manas où en permanents à sacrifier demandera au joueur d'avoir déjà un jeu en place, donc un certain avancement dans sa partie, avant de pouvoir être joué: Il s'agit ici d'une carte qu'on aura plus tendance à jouer vers la fin de la partie. À l'inverse, un entretien cumulatif demandant à être payé en points de vies ou en cartes de bibliothèque (à mettre au cimetière) pourra lui être joué dès le début de la partie. Cette capacité n'est donc qu'une sorte de régulateur dans l'utilisation des cartes au gré de la partie, et oblige ainsi ceux qui veulent bénéficier du permanent en question à prendre en compte l'entretien cumulatif, et donc à construire un jeu permettant de le gérer.
- L'effet "Cantrip": L'une des caractéristiques les plus récurrentes de l'extension Ère Glaciaire consiste en l'effet que les anglo-saxons ont nommé "Cantrip". Celui-ci est lié à certains sorts de type éphémères ou rituels ainsi qu'à des capacités de certains permanents: Il consiste à ce qu'à chaque fois que le sort en question est joué par le joueur, celui-ci se retrouve forcé lors de sa prochaine phase d'entretien de piocher une carte. L'instruction de cet effet est en effet à chaque fois indiquée sur la carte, et fut suffisamment systématisée sur l'ensemble de l'extension pour être un trait de caractère propre à Ère Glacaire. Ainsi, en songeant à construire un deck assez fourni en "Cantrips", on disposait là d'un potentiel accélérateur non négligeable du fait de ce potentiel à piocher régulièrement au fur et à mesure que les cartes sont jouées.
- Retour des mécanismes de Legends: Ère Glaciaire fut l'édition qui reprit une bonne partie des mécanismes introduits avec Legends et les banalisa. Le premier d'entre eux fut le retour des cartes multicolores. Si The Dark avait quelque peu repris le principe des cartes multicolores (en en créant 3 inédites et qui n'étaient pas des créatures légendaires), avec Ère Glaciaire les cartes multicolores deviendront réellement normalisées et banalisées. 25 cartes entièrement inédites furent en tout créées à l'occasion de la sortie de l'extension, et pour la toute première fois, comprenaient des auras multicolores, des rituels multicolores et des éphémères multicolores. Tout comme pour Legends et The Dark, la composition des cartes or fut établie de telle manière que chacune des couleurs soit représentée en quantité égale (tout set de Magic étant, sauf erreur d'impression, conçu de telle façon à ce qu'il n'y ait pas plus de sorts d'une couleur donné qu'une autre). Le second mécanisme à refaire son apparition sont les créatures légendaires (jadis regroupée sous des créatures de type: Légende). Ni The Dark, ni Fallen Empires n'avaient en effet repris ce concept, et celui-ci était resté définitivement accolé à l'extension Legends. Ainsi 4 créatures légendaires inédites furent créées pour le lancement de ce bloc : deux d'entre elles sont des créatures multicolores, mais les deux autres, fait inédit, sont des sorts purement mono-colores (Général Jarkeld en blanc et Marton Stromgald en rouge). Par la suite, les créatures légendaires deviendront de plus en plus communes au fil de la sortie des sorties des extensions, et ce quelle que soit leur couleur.
- Renforcement des types tribaux: Ère Glaciaire, faisant suite à Fallen Empires, aura, pour l'époque, considérablement renforcé certains types tribaux. En blancs, chevaliers et soldats sont particulièrement bien fournis, le bleu insistant plus lui sur les sorciers, les murs et les esprits (même si ces derniers se retrouvent également en quelques exemplaires sur d'autres couleurs). Le noir insiste lui plus fortement sur les zombis et squelettes, le rouge se retrouvant essentiellement dans les orques, les nains, les barbares, les géants et les gobelins, là où le vert est plutôt représenté par des clercs et des elfes.

- Renforcement mutuel entre couleurs alliées : Ère Glaciaire aura également vu un large nombre de cartes jouer sur des combinaisons entre sorts de couleurs alliées. Il s'agit en effet de cartes dont les effets ne peuvent s'activer que sous condition de payer des manas issus de couleurs alliées (ex: Elementaliste Krovois) , ou par exemple produire du mana de la couleur alliée (ex: Mur d'Amadou). D'autres cartes encore auront la possibilité de conférer un avantage à une carte étant d'une couleur alliée (ex: Rêves des défunts). De façon assez générale, Ère Glaciaire est la première extension à réellement accroître un tel nombre de cartes.
- Rééditions: L'une des choses les plus surprenantes à la parution d'Ère Glaciaire fut la présence de cartes rééditées du set de base initial. Jamais jusqu'à présent aucune extension n'avait compris de cartes rééditées, et ce pour la simple raison que les extensions "stand-alone" furent conçues pour être jouées en complément du set de base. Ère Glaciaire est à l'inverse une édition autonome ouvrant le premier bloc d'extension, et devait être conçue pour pouvoir être parfaitement jouée de manière totalement indépendante sans recourir au set de base. Ceci impliquait donc dans un premier temps de rééditer les terrains de base. Ces derniers furent chacun imprimés en trois exemplaires différents, à l'instar set de base (mais avec des illustrations propres à l'extension). Dans un  second temps, il fallait que certains sorts "classiques" issus du set de base refassent leur apparition au sein de l'extension afin de faciliter les mécanismes du jeu. L'ensemble des cartes rééditées eurent toutes une illustration différente du dessin initial, ce qui fut (si l'on excepte le terrain Plateau en Revised) une première dans Magic. Si ces cartes comprenaient un texte d'ambiance, celui-ci aussi fût modifié afin de correspondre plus naturellement avec l'univers d'Ère Glaciaire. À noter que ces cartes rééditées le furent toutes en bord noir (comme le reste des cartes de l'extension). Ceci va devenir un caractère propre à l'ensemble des extensions de type blocs autonomes: les cartes rééditées qui s'y trouvent y seront toutes en bord noir (à l'inverse des éditions à visée de réédition qui elles sont toutes en bords blancs).

#### Chronicles
- Date de sortie : juillet 1995
- Nombre de cartes : 125
- Pas de symbole d'extension spécifique.
- Langue : anglais

Chronicles est une extension entièrement composée de réimpressions d'une sélection de cartes des extensions précédentes suivantes : Arabian Nights, Antiquities, Legends et The Dark. Les cartes réimprimées portent le symbole de leur extension d'origine, mais le sont toutes en bords blancs, selon la politique de Magic alors en vigueur concernant les cartes réimprimées. Il s'agit de la toute première extension hors set de base entièrement fondées sur la réédition (si l'on excepte la très particulière extension Renaissance). Cette extension n'est dans un premier temps uniquement sortie qu'aux États-Unis, et elle fut éditée sur demande d'une clientèle désormais très nombreuse, et qui généralement n'avait pas connu les quatre premières extensions, ou n'avait pas eu le temps de les collectionner vu leur temps de commercialisation relativement court. Mais cette réédition visait essentiellement à fournir des cartes assez emblématiques et utiles issues de ces premières extensions (Djinn Ernhamite, Cane de Feldonn, Cité d'Airain, etc.) tout en veillant à écarter les cartes trop surpuissantes (Library of Alexandria, Mana Drain, Moat, etc.). Dans un second temps, Chronicles fut prévu pour les marchés étrangers où Magic était commercialisé, mais pour d'obscures raisons, seul le Japon a eu cette édition publiée chez lui en bord noir.
Si cette édition comprend 125 cartes, il faut savoir qu'elle n'en contient en réalité que 116 uniques, puisque 3 de ces 125 cartes font partie des terrains d'Antiquities édités en quatre exemplaires d'images différentes (Mine d'Urza, Centrale Énergétique d'Urza et Tour d'Urza). 14 cartes d'Arabian Nights, 12 cartes d'Antiquities (21 si l'on compte les terrains en plusieurs exemplaires différents), 71 cartes de Legends et 19 cartes de The Dark furent rééditées dans cette extension.
Composition de Chronicles (Exemplaires supplémentaires de cartes non compris) :
- Arabian Nights : 12,1 %
- Antiquities : 10,3 %
- Legends : 61,2 %
- The Dark : 16,4 %

Chronicles est donc avant tout une réédition essentiellement axée sur Legends, la plus volumineuse des extensions "stand-alone" éditée par Magic. Celle-ci conserve l'équilibre des couleurs avec 14 cartes dans chacune d'entre elles. La couleur "Or" est également présente avec la réédition de 20 créatures légendaires issues du bloc Legends. Tout comme l'édition à laquelle appartenaient ces cartes multicolores, la composition du set est effectuée de telle manière à ce qu'il y ait autant de cartes vertes que de rouges, de bleues, de noires et de blanches.
Il est à remarquer que les 5 dragons ancestraux furent réédités à l'occasion de ce set, ainsi que les 3 "Terrains d'Urza", chacun présents en quatre exemplaires tout comme c'était déjà le cas dans Antiquities. La qualité de la composition du set fut globalement bien accueillie par les joueurs de l'époque, et les cartes rééditées en Chronicles furent assez popularisées durant toute la période de la 4e édition.
Il est à noter qu'une erreur de réimpression s'est glissée dans cette extension puisque la carte Wall of Shadows normalement issue de Legends a été rééditée avec le symbole de l'extension Antiquities à la place. D'autres modifications qui avaient été observées en 4e édition concernant les textes d'ambiance se retrouvent en Chronicles : 
- Les cartes Vigiles d'Ivoire et Shimian Night Stalker virent leur texte d'ambiance raccourci.
- Les cartes Petra Sphinx et Limon Primordial virent leur texte d'ambiance supprimé.
- Les cartes Transmutation, Dakkon Blackblade et Tobias Andrion virent leur texte d'ambiance complété. En effet ces derniers avaient des séquences manquantes lors de leur impression en Legends.

#### Alliances
- Date de sortie : juin 1996
- Nombre de cartes : 150
- Le symbole de l'extension est un drapeau flottant au vent.

Histoire
Alliances raconte la suite d’Ère glaciaire. Les peuples de Terisiare nouent des alliances improbables pour vaincre les armées morts-vivantes du nécromancien Lim-Dûl.
Mécanismes
Alliances reprend et prolonge les mécanismes introduits dans Ère glaciaire.
Les cartes connues sont : Force de volonté.

#### Terres natales
- Date de sortie : octobre 1995
- Nombre de cartes : 140
- Nombre d'exemplaires imprimés : 220 millions
- Le symbole de l'extension est un globe représentant le plan d'Ulgrotha.

Histoire
Contrairement aux extensions précédentes, Terres Natales se déroule sur un plan d'existence différent, nommé Ulgrotha. L'Arpenteuse des plans Serra et le magicien Feroz protègent les peuples d'Ulgrotha contre les ambitions du Baron Sengir, un seigneur vampire machiavélique.
Mécanismes
Deuxième extension du bloc Ère Glaciaire jusqu'en juillet 2006, l'édition Terres natales y a depuis été remplacée par Souffle Glaciaire. Cette extension fut un gouffre financier (une preuve de ce flop commercial : il n'est pas rare de trouver des boosters scellés encore de nos jours). L'histoire était très soignée, mais l'extension a été très critiquée pour son niveau de puissance beaucoup trop faible et le peu de cartes intéressantes qu'elle proposait.

#### Mirage
- Date de sortie : octobre 1996
- Nombre de cartes : 350
- Le symbole de l'extension est un palmier.

Mirage est le second bloc de Magic.
Histoire
L'Arpenteur Téfeiri disparaît mystérieusement lors de son apprentissage du déphasage ; trois magiciens, attirés par la catastrophe magique, se rencontrent et mettent au point un plan commun pour régner sur le continent voisin, Djamuraa. Les choses se déroulent d'abord de façon pacifique, puis l'un des mages, Kaervek, se dissocie du trio et lève une armée de créatures cauchemardesques afin de prendre le pouvoir sur le continent tout entier.
Mécanismes
Mirage introduit la capacité de déphasage, qui permet de retirer temporairement une carte du jeu puis de la faire revenir au moment opportun. L'entretien cumulatif est une capacité qui permet d'invoquer des créatures peu coûteuses, mais qu'il faut ensuite entretenir en payant un coût de plus en plus élevé, ou sacrifier lorsqu'on ne peut plus payer leur entretien.
Les cartes les plus connues sont :
- Flash
- Préceptrice mystique
- Messe noire
- Diamant de l'œil du lion

#### Visions
- Date de sortie : janvier 1997
- Nombre de cartes : 167
- Le symbole de l'extension est un V stylisé (qui représente aussi le triangle de guerre, un symbole propre au royaume de Zhalfir).

Histoire
Il s'agit de la suite de l'histoire de Mirage. Un groupe d'aventuriers, comprenant la capitaine Sissay, part libérer le mage Mangara, emprisonné par Kaervek. Téfeiri, réapparu après son expérience de déphasage malheureuse, reprend les choses en main sur Djamuraa.
Mécanismes
Les mécanismes sont les mêmes que dans Mirage.

### 5eédition
- Date de sortie : mars 1997
- Nombre de cartes : 449

Cartes les plus connues :
- Colère de Dieu
- Contresort
- Rappel selon Hurkyl
- Remue-méninges
- Messe noire
- Nécropuissance
- Oiseaux de paradis
- Ornithoptère

#### Aquilon
- Date de sortie : juin 1997
- Nombre de cartes : 167
- Le symbole de l'extension est un livre ouvert où l'on peut reconnaître la carte Grimoire thran

#### Portal
- Date de sortie : mai 1997
- Nombre de cartes : 222

La première extension d'une série de trois extensions dédiée aux débutants. Ces cartes sont légales en tournois.

#### Tempête
- Date de sortie : octobre 1997
- Nombre de cartes : 350
- Le symbole de l'extension est un nuage d'orage dont sort un éclair.

3e bloc de Magic. On y retrouve l'équipage de l'Aquilon, découvert dans la troisième extension du bloc Mirage.

#### Forteresse
- Date de sortie : mars 1998
- Nombre de cartes : 143
- Le symbole de l'extension est une herse relevée, où l'on peut reconnaître la carte Herse.

#### Exode
- Date de sortie : juin 1998
- Nombre de cartes : 143
- Le symbole de l'extension est un pont.

#### Unglued
- Date de sortie : juin 1998
- Nombre de cartes : 94

Véritable délire de Wizard of the Coast, cette extension est une parodie du jeu de cartes originel, ce qui apporte une bouffée de fraîcheur à la franchise.

#### Portal Second Age
- Date de sortie : juillet 1998
- Nombre de cartes : 165

2e extension de la série Portal, destinée aux débutants.

#### L'Épopée d'Urza
- Date de sortie : octobre 1998
- Nombre de cartes : 350
- Le symbole de l'extension représente deux engrenages imbriqués.

4e bloc de Magic. Il gravite autour d'Urza, arpenteur emblématique de Dominaria.

#### L'Héritage d'Urza
- Date de sortie : février 1999
- Nombre de cartes : 143

### Classique6eédition
- Date de sortie : avril 1999
- Nombre de cartes : 350

#### La Destinée d'Urza
- Date de sortie : juin 1999
- Nombre de cartes : 143

#### Portal Three Kingdoms
- Date de sortie : juillet 1999
- Nombre de cartes : 180

#### Masques de Mercadia
- Date de sortie : octobre 1999
- Nombre de cartes : 350

Cette édition sortie en 1999 ouvre le cycle Mascarade, qui comprend également Némésis et Prophétie. On y trouve l'opposition entre les rebelles et les mercenaires.

#### Némésis
- Date de sortie : février 2000
- Nombre de cartes : 143

Édition sortie en février 2000, c'est la première des deux extensions du Bloc Masques de Mercadia. On y retrouve des cartes telles l'ange aveuglante, ou l'enchevêtrement de câbles, ou encore le blastoderme.

#### Prophétie
- Date de sortie : juin 2000
- Nombre de cartes : 143

#### Invasion
- Date de sortie : octobre 2000
- Nombre de cartes : 350

Cette extension autonome est la première du bloc Invasion, essentiellement consacré aux cartes multicolores ("dorées") et aux jeux utilisant les cinq couleurs à la fois.

#### Planeshift
- Date de sortie : février 2001
- Nombre de cartes : 143

### 7eédition
- Date de sortie : avril 2001
- Nombre de cartes : 350

#### Apocalypse
- Date de sortie : juin 2001
- Nombre de cartes : 143

Cette extension a apporté son lot de cartes multicolores et a favorisé le jeu à deux, voire trois, couleurs, alliant même des couleurs traditionnellement opposées.

#### Odyssée
- Date de sortie : octobre 2001
- Nombre de cartes : 350

#### Tourment
- Date de sortie : février 2002
- Nombre de cartes : 143

#### Jugement
- Date de sortie : juin 2002
- Nombre de cartes : 143

#### Carnage
- Date de sortie : octobre 2002
- Nombre de cartes : 350

#### Légions
- Date de sortie : février 2003
- Nombre de cartes : 145

Commentaires sur l'extension
C'est dans cette édition que les slivoides font leur réapparition (ils étaient apparus pour la première fois dans le bloc Tempête). Signe particulier : elle ne contient que des créatures.

#### Fléau
- Date de sortie : juin 2003
- Nombre de cartes : 143

### 8eédition
- Date de sortie : juillet 2003
- Nombre de cartes :357

La huitième édition marque un changement d'apparence des cartes, dont le design (les fonds et les cadres de texte) est entièrement modifié, principalement afin d'être plus lisible.

#### Mirrodin
- Date de sortie : octobre 2003
- Nombre de cartes : 306 cartes
- Le symbole de l'extension est un poignard à la lame recourbée symbolisant l'épée de Kaldra, l'une des cartes de l'extension.

Première extension du bloc du même nom. Cette édition contient plus de carte d'artefacts que la moyenne. Elle est composée de 137 artefacts dont 49 créatures-artefacts.
Au gré des éditions, le graphisme du recto des cartes de Magic a toujours subi des modifications. Toutefois, Mirrodin marque l'adoption de nouvelles règles graphiques qui rompent radicalement avec celles des éditions précédentes. Mirrodin est tout de même une extension d'un cycle, chaque carte a une illustration originale et possède des bords noirs.
L'originalité de Mirrodin
Les cartes artefacts d'équipement ont fait leur apparition dans cette extension. Les cartes d'équipement peuvent équiper une créature pour un coût de mana. Toutefois, si la créature va au cimetière ou si elle est retirée de la partie, l'équipement qui lui était attachée reste en jeu. Les équipements diffèrent ainsi des enchantements de créature (aura) qui disparaissent avec les créatures enchantées.
Nouvelles capacités à mots-clés : l'affinité, l'empreinte, l'union.
Commentaires sur l'extension
Le cycle Mirrodin utilisait davantage les jetons et les marqueurs +1/+1 que les extensions précédentes. À la fin de ce bloc, plusieurs joueurs ont dénoncé cette sur utilisation de jetons. Par contre, au gré des cycles subséquents, Wizards of the Coast a créé plusieurs cartes basées, elles aussi, sur l'utilisation de jetons et de marqueurs +1/+1. Ces cartes ont ravivé l'intérêt pour certaines cartes de l'extension Mirrodin. Des commentaires ont aussi été formulés à propos du nouveau design. Un de ceux-ci concernait la difficulté de bien distinguer la couleur de fond des cartes artefacts et blanches. Dans la troisième extension du cycle, la couleur blanche fut un peu jaunie et le gris des artefacts a été davantage teinté de bleu.

#### Sombracier
- Date de sortie : février 2004
- Nombre de cartes : 165 cartes
- Le symbole de l'extension représente le bouclier de Kaldra, l'une des cartes de l'extension.

L'originalité de Sombracier
Rappel des règles
Cette extension utilise des cartes « indestructibles » (elles ne sont pas affectées par les blessures mortelles et les effets de destruction). Toutes les cartes avec « sombracier » dans le nom (Colosse de sombracier, Pendentif de sombracier, Citadelle de sombracier) sont indestructibles.

#### La Cinquième Aube
- Date de sortie : juin 2004
- Nombre de cartes : 165 cartes
- Le symbole de l'extension représente le heaume de Kaldra, l'une des cartes de l'extension.

#### Guerriers de Kamigawa
- Date de sortie : octobre 2004
- Nombre de cartes : 306 cartes

L'originalité de Guerriers de Kamigawa 
Les trois extensions du bloc Kamigawa se déroulent sur le plan de Kamigawa, un monde de fantasy inspiré de la mythologie japonaise. Ce bloc a reçu des accueils très divers de la part des joueurs, certains appréciant l'ambiance japonisante de l'univers, d'autres lui reprochaient de trop s'éloigner de l'ambiance habituelle de Magic dans le seul but de se placer sur le même terrain que l'un des principaux concurrents de Magic à ce moment, Legend of the Five Rings, qui se déroule entièrement dans un univers de ce type.
Rappel des règles
En matière de règles, le bloc Kamigawa a pour thème principal les légendes, c'est-à-dire les créatures uniques représentant des personnages fameux (héros, monstres, etc.) dont il ne peut y avoir qu'un seul exemplaire en jeu à la fois.

#### Unhinged
- Date de sortie : décembre 2004
- Nombre de cartes : 141

Deuxième extension humoristique et parodique.

#### Traîtres de Kamigawa
- Date de sortie : février 2005
- Nombre de cartes : 165 cartes

#### Libérateurs de Kamigawa
- Date de sortie : juin 2005
- Nombre de cartes : 165 cartes

### 9eédition
- Date de sortie : août 2005
- Nombre de cartes : 359 cartes

#### Ravnica: la cité des guildes
- Date de sortie : octobre 2005
- Nombre de cartes : 306 cartes

L'originalité de Ravnica : la cité des guildes
Le bloc Ravnica se déroule sur le plan du même nom, qui est un gigantesque monde-ville de fantasy où la nature sauvage a pratiquement disparu. Ravnica est gouverné par dix guildes qui rivalisent pour le pouvoir et l'influence dans la cité. Le thème du bloc reprend les cartes multicolores introduites dans Mirage et abondamment développées par le bloc Invasion, en se concentrant sur les paires de couleurs, ce qui donne lieu à de nombreuses cartes bicolores. Apparaissent également les symboles de mana « hybrides », qui peuvent être payés avec deux couleurs différentes.
Rappel des règles
En matière de règles, le bloc Ravnica a pour thème principal les cartes multicolores, en l'occurrence les cartes bicolores. Tous les mécanismes de jeu du bloc sont fondés sur les guildes de Ravnica, chacune des dix guildes correspondant à une des dix paires de couleurs possibles dans le jeu et possédant une capacité particulière. Ravnica introduit aussi de nouveaux symboles de mana, les symboles de mana « hybrides », qui peuvent être payés avec deux couleurs différentes au choix du joueur.

#### Le Pacte des guildes
- Date de sortie : février 2006
- Nombre de cartes : 165 cartes

#### Discorde
- Date de sortie : mai 2006
- Nombre de cartes : 180 cartes

#### Souffle glaciaire
- Date de sortie : 21 juillet 2006
- Nombre de cartes : 155 cartes (60 courantes, 55 inhabituelles, 40 rares)

L'originalité de Souffle glaciaire 
Selon Wizards of the Coast, le bloc Ère glaciaire n'avait jamais été terminé. À l'époque, c'est Terre natale qui avait été édité entre Ère glaciaire et Alliance. Souffle glaciaire est une extension conçue pour terminer ce bloc commencé en juin 1995. Pour faire le lien avec le passé, on a repris certains éléments bloc Ère glaciaire comme cette capacité déclenchée à retardement « Slowtrips » (Piochez une carte au début de l'entretien du prochain tour) et le paiement de mana enneigée pour activer une capacité de créature. En frais de nouveauté, cette extension introduit des créatures du type martyr. Chacun d'eux a une capacité dont le coût d'invocation inclut de révéler des cartes de sa main.
Rappel des règles
Avec cette série, le super-type enneigé a été renommé « neigeux ». Ainsi, tous les textes des cartes des extensions Ère glaciaire et Alliances qui utilisaient le terme « enneigé » ont été mis à jour. On assiste, aussi, au retour de l'entretien cumulatif (Au début de votre entretien, mettez un marqueur « âge » sur ce permanent puis sacrifiez-le à moins que vous ne payiez son coût d'entretien pour chaque marqueur « âge » sur lui). L'entretien cumulatif était une mécanique de jeu utilisée dans les blocs Ère glaciaire et Mirage. Parmi les autres capacités de cette série, on peut nommer : Recouvrement (Quand une créature est mise dans votre cimetière depuis le jeu, vous pouvez payer [coût]. Si vous faites ainsi, renvoyez cette carte dans votre main depuis votre cimetière. Sinon, retirez cette carte de la partie), Remous (Quand vous jouez ce sort, vous pouvez révéler les quatre cartes du dessus de votre bibliothèque. Vous pouvez jouer n'importe quel nombre des cartes révélées ayant le même nom que ce sort sans payer leur coût de mana. Mettez les autres au-dessous de votre bibliothèque) et les cartes à double lancement (permettent de retirer de la partie deux cartes d'une couleur spécifique de votre main à la place de payer leur coût de mana).

#### Spirale temporelle
- Date de sortie : octobre 2006
- Nombre de cartes : 422 cartes (301 cartes plus 121 cartes décalées dans le temps)

Première extension du bloc Spirale temporelle. Cette édition est composée de 121 cartes communes, 80 cartes peu communes, 80 cartes rares et 20 terrains, plus 121 cartes décalées dans le temps. Dans ce cycle ayant pour thème les phénomènes temporels étranges et le retour sur Dominaria en ruines, Spirale temporelle représente le passé. Le logo de l'extension est un sablier.
L'originalité de Spirale temporelle
En plus des cartes communes, uniques et rares habituelles, cette édition contient des cartes décalées dans le temps. Ainsi dans chaque "booster", on retrouve 10 cartes communes, 3 cartes peu communes, une carte rare et une carte décalée dans le temps. Les cartes décalées dans le temps sont des rééditions de cartes de séries antérieures communes, uniques et rares. Ces "Purples cards" ont conservé le design graphique des vieilles séries, toutefois le logo de leur extension a été changé pour un sablier de couleur violette. De plus, cette série rétro remet d'anciennes capacités au goût du jour. Parmi celles-ci, il y a la folie (extension Tourment), le rappel (bloc Tempête), l'écho (bloc Urza), le débordement (bloc Mirage), le flashback (bloc Odyssée), la mue (bloc Carnage), la sauvagerie (extension Legends), la distorsion (bloc Tempête), le déluge (extension Fléau), le recyclage de marais (extension Fléau), le seuil (bloc Odyssée) et le flash qui est un nouveau mot-clé pour une ancienne capacité (vous pouvez jouer ce sort à tout moment où vous pourriez jouer un éphémère).
Cette collection renouvelle le thème des Slivoïdes ainsi que celui des fungus et apporte des mécaniques inédites comme un nouveau type de terrains de stockage, des auras qui ont la capacité de retourner dans la main de leur propriétaire lorsqu'elles sont mises au cimetière depuis le jeu et des éphémères qui ont plus d'impact si on les joue pendant la phase principale.
Rappel des règles
Du point de vue des nouvelles capacités, Spirale temporelle introduit la "suspension" qui vous permet de dépenser du « temps » à la place du mana pour jouer des sorts et la "fraction de seconde" (Tant que ce sort est sur la pile, les joueurs ne peuvent pas jouer de sorts ou de capacités activées qui ne sont pas des capacités de mana). Cette capacité s'inspire des défuntes "interupt".
Commentaires sur l'extension
Avec l'édition Spirale temporelle, il y a un changement dans la façon de distribuer les cartes premiums dans les « boosters ». Auparavant, les premiums remplaçaient une carte de la même rareté. À partir de Spirale temporelle, les cartes premium remplacent une carte commune, et ceci quelle que soit leur rareté. Il peut donc y avoir dans le même "booster" deux cartes rares : la normale et une rare premium. Dans l'extension Spirale temporelle, la présence des cartes décalées dans le temps permet même d'avoir trois cartes rares dans un "booster" si le hasard est favorable : la rare normale, une rare premium et une rare décalée dans le temps.

#### Chaos planaire
- Date de sortie : février 2007
- Nombre de cartes : 165

La seconde extension du bloc Spirale temporelle, Chaos planaire est composée de 60 courantes, 55 inhabituelles, 50 rares. Comme Spirale temporelle, Chaos planaire a des cartes décalées dans le temps. Ces cartes sont la réimpression « décalée dans la couleur » (color-shifted) d'une carte d'une extension apparue avant l'extension Mirrodin, comme le calciderme (en blanc) est une référence au blastoderme (vert).
L'originalité de Chaos planaire
Dans cette extension, les nouveautés sont la disparition, les cartes « d'extorsion », les cartes de « sauvetage » et le retour des cartes doubles.
Rappel des règles
La disparition est une capacité qui limite la longévité d'un permanent. Le permanent avec la disparition arrive en jeu avec des marqueurs charge qui sont retirées au début de l'entretien. Cette capacité est en continuité avec les cartes de suspension de Spirale temporelle. Les cartes noires « d'extorsion » permettent à n'importe quel joueur de les contrecarrer quand elles sont sur la pile à condition qu'ils en paient le prix. Les cartes blanches de « sauvetage » ont une capacité d'arrivée en jeu qui vous permettent de renvoyer au moins une créature que vous contrôlez dans votre main. Les cartes de « sauvetage » peuvent être combinées efficacement avec les créatures qui ont la disparition.

#### Vision de l'avenir
- Date de sortie : mai 2007
- Nombre de cartes : 180 cartes
- Le symbole de l'extension est un œil regardant entre deux parenthèses horizontales représentant une faille temporelle.

L'originalité de Vision de l'avenir
Vision de l'avenir (Future Sight) est le 3e set du bloc Spirale Temporelle.
Cette édition propulse les joueurs dans le futur de Magic : l'assemblée, à la différence de Spirale temporelle, se déroulant dans le passé, et de Chaos planaire, qui se déroule dans un présent quelque peu chaotique.
Cette extension se caractérise par la présence de cartes "décalées dans le futur" qui ont la particularité d'avoir un design particulier (exemple : Impériosaure) et qui ont la particularité d'être des cartes qui représentent un futur potentiel de Magic ; elles seront donc peut-être rééditées dans les futures éditions, mais dans leur véritable environnement (background et interaction avec les autres cartes).

### 10eédition
- Date de sortie : 13 juillet 2007
- Nombre de cartes : 383 cartes

L'originalité de la Dixième édition
La dixième édition (Tenth Edition, symbole « X ») se caractérise par deux innovations. D'abord, elle est exceptionnellement à bords noirs (alors que les cartes des éditions de base ont normalement des bords blancs), cela "pour fêter le 15e anniversaire de Magic" (en 2008). Ensuite, elle introduit pour la première fois dans une édition de base des cartes de créatures légendaires telles que Kamahl, sangrahbaire, Mirri, guerrière-chat, Skwi, nabab gobelin, etc. On remarque de plus l'apparition dans les pochettes-recharges de cartes figurant des trucs et des astuces de règles, destinées notamment aux joueurs débutants.

#### Lorwyn
- Date de sortie : octobre 2007
- Nombre de cartes : 301 cartes

L'originalité de Lorwyn
L'originalité du bloc Lorwyn est qu'il ne comprend que deux extensions : Lorwyn et Lèveciel. Ce changement temporaire était dû à la volonté de Wizards of the Coast de maintenir un rythme de parution de quatre sets de cartes par an, y compris les années où ne paraît pas d'édition de base.
La sortie de Lorwyn coïncide également avec l'arrivée d'un nouveau type de cartes permettant de jouer les arpenteurs des plans, les planeswalkers (mages capables de voyager parmi les mondes du Multivers). Lorwyn contient donc un premier cycle d'arpenteurs monocolores, à raison d'un par couleur (Ajani Crinièredor en blanc, Jace Beleren en bleu, Liliana Vess en noir, Chandra Nalaàr en rouge et Garruk Languebestion en vert). Au cours des extensions suivantes, ces personnages jouent un rôle croissant dans l'histoire développée par le jeu.
Rappel des règles
Le bloc Lorwyn est un bloc « tribal », c'est-à-dire fondé sur le principe de groupes de cartes appartenant à un même peuple et qui se renforcent mutuellement (Fallen Empires et Odyssée étaient également des extensions « tribales »). Huit « tribus » sont proposées : les sangamis (sortes de hobbits), les géants, les ondins, les fées, les boggarts (gobelins), les elfes, les sangpyres (élémentaux de feu humanoïdes) et les sylvins (hommes-arbres).
Nouveautés techniques : le type « tribal » (sur les sorts d'éphémères, de rituels ou d'enchantement), le type « planeswalker » (type de carte entièrement nouveau). Nouvelles capacités : appui, cachette, confrontation et évocation.
Commentaires sur l'extension
Lorwyn, qui sort en octobre 2007, laisse provisoirement de côté le monde de Dominaria (où se déroulait le bloc Spirale temporelle) et présente un nouveau plan du multivers de Magic (à la façon des blocs Mirrodin, Kamigawa et Ravnica). Rompant avec l'atmosphère assez sombre du précédent bloc, Lorwyn présente un monde idyllique et champêtre, couvert de forêts et de prairies parcourues de rivières, et plongé dans un été perpétuel.

#### Lèveciel
- Date de sortie : février 2008
- Nombre de cartes : 165

Rappel des règles
Lèveciel apporte une dimension différente au thème « tribal » du bloc Lorwyn en se concentrant non plus sur les types de créatures fondés sur le peuple (sangami, gobelin, elfe, etc.) mais sur les types liés au métier, allant dans la continuité du bloc carnage (guerrier, sorcier, etc.).
Nouvelles capacités : incursion, parenté, renfort.
Commentaires sur l'extension
Lèveciel montre le plan de Lorwyn en train d'être affecté par un phénomène magique cyclique appelé la Grande Aurore. C'est ce phénomène qui provoquera la métamorphose de Lorwyn en Sombrelande (voir l'extension suivante).
Le symbole de l'extension représente un soleil levant.

#### Sombrelande
- Date de sortie : mai 2008
- Nombre de cartes : 301

L'originalité de Sombrelande
Sombrelande explore le même plan du Multivers que Lorwyn et Lèveciel, à cette différence que la face du monde a été bouleversée par un phénomène magique de grande ampleur. Autrefois idyllique et profitant d'un printemps perpétuel, Lorwyn s'est métamorphosé en un monde ténébreux où rôdent des créatures de cauchemars. Les peuples de Lorwyn ont également été métamorphosés dans ce sens. Tandis que Lorwyn et Lèveciel exploraient le thème des contes et des pastorales, Sombrelande et Coucheciel donnent plutôt dans les contes horrifiques, d'Halloween et des mondes cauchemardesques, et relèvent d'un imaginaire à la Tim Burton.
Rappel des règles
On observe le retour des symboles de manas hybrides introduits dans le bloc Ravnica. De nombreuses cartes ont recours à des marqueurs -1/-1, de même que la capacité « flétrissure » (qui permet aux créatures d'infliger leurs blessures sous forme de marqueurs -1/-1, donc de laisser des dégâts permanents aux adversaires). Autres nouvelles capacités : conspiration, persistance.
Le symbole de l'extension est une aile de chauve-souris, symbole que l'on retrouve sur la couronne du Roi Faucheur.

#### Coucheciel
- Date de sortie : juillet 2008
- Nombre de cartes : 180

Rappel des règles
Coucheciel se concentre sur le thème des cartes appartenant à deux couleurs opposées à la fois. Nouvelles capacités : chromatique, pistage.
Le symbole d'extension est une moitié inférieure de soleil, reflet inversé du symbole de Lèveciel.

#### Les Éclats d'Alara
- Date de sortie : octobre 2008
- Nombre de cartes : 249

Originalité des Éclats d'Alara
Les Éclats d'Alara décrit cinq mondes distincts qui en formaient autrefois un seul, les cinq éclats de l'ancien plan d'Alara. Chacun des cinq éclats ne connaît que trois couleurs de mana, les deux autres ayant totalement disparu au fil du temps. Les cinq éclats sont Bant (vert, blanc, bleu), Esper (blanc, bleu, noir), Grixis (bleu, noir, rouge), Jund (noir, rouge, vert) et Naya (rouge, vert, blanc).
Rappel des règles
L'extension a pour thème les jeux tricolores. De ce fait, de nombreuses cartes ont pour but de faciliter la composition de ce type de jeux, par exemple en fournissant trois couleurs de mana différentes.
Dans le même temps, chaque éclat possède un sous-thème et une capacité particulière : l'exaltation pour Bant, les créatures-artefacts sur Esper, l'exhumation sur Grixis, la dévoration sur Jund, les grosses créatures sur Naya.
À partir du bloc Alara, le terme « planeswalker », d'abord traduit en français par « arpenteur », cesse d'être traduit, Wizards of the Coast ayant jugé préférable d'utiliser le terme anglais dans tous les pays.
Commentaires sur l'extension
Le bloc Alara met à profit le succès des cartes multicolores des blocs Invasion et Ravnica et tente d'en développer de nouveaux aspects.
Le symbole de l'extension représente un losange divisé en cinq tranches symbolisant les cinq éclats.

#### Conflux
- Date de sortie : février 2009
- Nombre de cartes : 145

Le symbole d'extension représente cinq formes, symbolisant les cinq éclats, s'imbriquant les unes dans les autres.

#### La Renaissance d'Alara
- Date de sortie : avril 2009
- Nombre de cartes : 145

La particularité du bloc Renaissance d'Alara est qu'il est entièrement composé de cartes multicolores (Gold).
Le symbole d'extension représente les cinq barres des cinq éclats à présent reliées par un trait.

### 11eédition: Magic 2010
- Date de sortie : juillet 2009
- Nombre de cartes : 249

Magic 2010 est une édition de base. Elle conserve cependant le bord noir traditionnellement réservé aux extensions.
C'est la première fois que l'on voit apparaitre les Planeswalkers dans une édition de base de Magic. Il s'agit des cinq déjà apparus dans l'extension Lorwyn.
Bien qu'étant la 11e édition de base de Magic, Magic 2010 porte le surnom "M10" de sorte que le nom du set coïncide avec le numéro de l'année où elle sera le plus joué en standard.
Avec l'arrivée de M10, Wizard of the Coast a réalisé une refonte des règles pour rendre le jeu plus abordable aux novices.
Le symbole d'extension représente les caractères M10 écrits en blanc sur fond noir.

#### Zendikar
- Date de sortie : octobre 2009
- Nombre de cartes : 249

L'originalité de Zendikar
Zendikar est un monde ancien et sauvage, où le mana (l'énergie magique) est plus tumultueux qu'ailleurs dans le Multivers : il provoque des phénomènes magiques incontrôlés appelés le Roulis, qui rendent difficiles les voyages et les communications. Les paysages de Zendikar sont caractérisés par leur relief torturé et leurs curiosités naturelles improbables (montagnes volantes, pitons rocheux à l'équilibre précaire, etc.) et par la présence des « hédrons », sortes de monolithes sculptés en forme d'octaèdres qui volent dans le ciel et témoignent d'une civilisation ancienne à présent disparue.
Règles
Le bloc Zendikar a pour thème principal les terrains. La capacité Toucheterre (Landfall) déclenche des effets lorsque des terrains arrivent en jeu (gain de force et/ou d'endurance, acquisition de la vigilance, initiative, etc.). Les « alliés », un type de créature qui confère divers avantages d'autant plus puissants qu'on en a beaucoup en jeu. Les « pièges », sorts dont les effets sont plus puissants si on les joue dans la situation appropriée. Les quêtes, enchantements accumulant peu à peu des marqueurs « quête », et qui déclenchent des effets ou procurent des avantages permanents une fois qu'on a accumulé un certain nombre de marqueurs.

#### Worldwake
- Date de sortie : février 2010
- Nombre de cartes : 145

L'originalité de Worldwake
Le nom de l'extension (non traduit) signifie « l'éveil du monde ». Worldwake poursuit l'exploration de Zendikar et en prolonge les différentes mécaniques. Sur le plan de l'histoire, des bouleversements commencent à se produire sur Zendikar, annonçant de grands changements dont l'origine n'est pas encore connue.
Règles
- Multikicker (capacité reprenant le kick du bloc Invasion dans une version un peu différente).
- La capacité Toucheterre utilisée sur des éphémères et des rituels, et plus seulement sur des permanents.
- Les Zendikon (enchantements qui « animent » les terrains en les changeant en créatures).

#### L'Ascension des Eldrazi
- Date de sortie : avril 2010
- Nombre de cartes : 248

L'originalité de L'Ascension des Eldrazi
Rompant avec la structure habituelle des blocs (une grosse extension suivie de deux petites), l’Ascension des Eldrazi est une grosse extension, mieux adaptée au cadre épique de l'histoire qu'elle développe. Les Eldrazi, des créatures redoutables qui vivent dans les Éternités Aveugles (l'espace entre les plans du Multivers), ont été enfermés sur Zendikar par trois planeswalkers il y a bien longtemps. À présent, ils ont été accidentellement libérés, et sèment la mort et la désolation autour d'eux. La nouveauté la plus importante de l'extension est l'arrivée de cartes incolores non-artefacts pour représenter les Eldrazi.
Règles
- Un nouveau type de cartes : des créatures et des sortilèges à coût de mana incolore, qui ne sont pas des artefacts, mais représentent les Eldrazi et leur magie. Les Eldrazi se caractérisent par leur force et leur endurance impressionnantes, contrebalancées par un coût de mana prohibitif (des serviteurs eldrazi moins puissants, affiliés aux cinq couleurs habituelles du jeu, créent des jetons de créatures Eldrazi et Engeance qui peuvent être sacrifiés pour produire du mana incolore et permettent d'invoquer plus facilement les Eldrazi incolores).
- La capacité Annihilation (réservée aux Eldrazi les plus puissants) contraint l'adversaire à sacrifier un certain nombre de permanents lorsque la créature dotée de cette capacité attaque.
- La capacité « montée de niveau » permet d'accumuler des marqueurs « niveau » sur une créature en payant à chaque fois un coût de mana donné. Plus la créature gagne de niveaux, plus elle devient puissante (force et endurance plus grandes et/ou nouvelles capacités).
- Le Rebond, capacité apparaissant sur certains éphémères et riuels, permet d'exiler un sort si on l'a lancé depuis sa main, et ensuite de le lancer une seconde fois depuis la zone d'exil, sans payer son coût de mana, au début de la phase d'entretien du tour suivant.

### 12eédition: Magic 2011
- Date de sortie : juillet 2010
- Nombre de cartes : 255

Magic 2011 est une édition de base. Elle conserve cependant le bord noir traditionnellement réservé aux extensions.

#### Les Cicatrices de Mirrodin
- Date de sortie : septembre 2010
- Nombre de cartes : 259

Règles
- L'édition "Les Cicatrices de Mirrodin" marque le retour des marqueurs "poison". Ces marqueurs sont le résultat de la capacité "Infection" (sorte d'amélioration de la capacité flétrissure). Une créature ayant la capacité "infection" inflige ses blessures sous la forme de marqueurs -1/-1 aux créatures et sous la forme de marqueurs poisons aux joueurs. Un joueur ayant 10 marqueurs poisons perd la partie.
- Capacité "Art des métaux", réservée à la faction mirrane (la capacité "Infection" étant réservée à la faction phyrexiane) cette capacité ne se déclenche que lorsque le joueur possède au moins trois artefacts en jeu.
- La capacité "Proliférer" permet de choisir autant de permanent et/ou de joueurs que l'on souhaite et ayant déjà un marqueur sur lui, et de rajouter un marqueur d'un type déjà présent sur ces créatures ou ces joueurs. Idéal donc pour rajouter des marqueurs "poison" aux joueurs, pour affaiblir encore plus les bêtes ayant des marqueurs -1/-1, ou encore pour augmenter plus rapidement les marqueurs "Loyauté" des arpenteurs.

#### Mirrodin assiégé
- Date de sortie : 4 février 2011
- Nombre de cartes : 155

La colonisation du monde mécanique de Mirrodin par les Phyrexians se poursuit avec cette deuxième extension du bloc Cicatrices de Mirrodin. Les Mirrans et les Phyrexians se voient dotés de nouveaux sorts et créatures pour augmenter leurs forces et détruire l'autre camp.
L'originalité de Mirrodin Assiégé lors des tournois
Avant-Premières
Les tournois « Avant-Premières » de Mirrodin Assiégé diffèrent des tournois AP antérieurs. En effet, l'extension étant basée sur la lutte entre les Mirrans et les Phyrexians, le joueur doit choisir une des deux factions lors de ces tournois.
Durant les Avant-Premières, chaque joueur doit choisir une faction et reçoit, en plus de trois boosters « Les Cicatrices de Mirrodin », trois boosters "Mirrodin Assiégé" ne contenant que des cartes de la faction choisie. Le joueur construit ensuite son deck normalement (tout en pouvant tout de même utiliser des cartes des deux factions rivales).
Tournois Draft
L'édition Mirrodin Assiégé marque également le format « Draft », avec un nouveau système d'ouverture de boosters lors de ces tournois. En effet, alors que précédemment, on ouvrait d'abord le(s) booster(s) de la première extension du bloc pour finir par la/les dernière(s), dorénavant on ouvre les boosters par ordre décroissant de date de sortie de l'édition. Par exemple, pour un draft Mirrodin Assiégé, on ouvre d'abord le booster "Mirrodin Assiégé", puis les boosters "Les Cicatrices de Mirrodin".
Ce nouveau système permet de donner plus d'importance aux nouvelles éditions, en obligeant les joueurs à orienter leur jeu vers les cartes et les mécanismes de la/des dernière(s) édition(s), et ainsi augmenter les possibilités de jeu.
Règles
- Une nouvelle capacités voit le jour sur certaines créatures de la faction mirrane : le "Cri de guerre". À chaque fois qu'une créature avec le "Cri de guerre" attaque, chaque autre créature attaquante gagne +1/+0 jusqu'à la fin du tour.
- Certains équipements de la faction phyrexianne ont également une nouvelle capacité : "Arme vivante". Quand un de ces équipements arrive sur le champ de bataille, mettez sur le champ de bataille un jeton de créature 0/0 noire Germe, puis attachez-lui cet équipement.

#### La Nouvelle Phyrexia
- Date de sortie : 13 mai 2011
- Nombre de cartes : 175

La bataille entre les Mirrans et les Phyrexians se termine par la victoire des Phyrexians, devenus maîtres de Mirrodin. Seuls quelques rebelles résistent encore à la corruption généralisée des formes de vie mirranes. En revanche, le créateur du plan, Karn l'arpenteur, jusque-là aux mains des Phyrexians, parvient à se libérer de son emprisonnement.
Règles
- La grande nouveauté de cette extension réside dans l'apparition des mana phyrexians. Représenté par le symbole phyrexian (la lettre grecque phi : Φ) sur fond d'une des cinq couleurs de Magic, un mana phyrexian peut être payé au choix par un mana de la couleur désignée ou bien en choisissant de perdre deux points de vie. De plus si le joueur choisit de payer la carte à l'aide de ses points de vie, il n'est pas obligé d'avoir du mana de la couleur demandée. Une carte valant un mana phyrexian de couleur bleue peut donc être jouée avec des points de vie dans un jeu d'une autre couleur[14].

Note sur le dévoilement de l'édition
Le 20 avril 2011, soit plus de 3 semaines avant la sortie officielle de l'extension, le "God Book" normalement interne à Wizards Of The Coast, et contenant tous les visuels de l'extension La Nouvelle Phyrexia, se retrouve sur Internet sur plusieurs sites d'hébergement de fichiers, ce qui a pour conséquence le dévoilement de l'intégralité des cartes de l'extension avant même que Wizards Of The Coast n'ait créé sa spoiler list sur son site officiel. Cette fuite d'informations serait l'œuvre de quatre Pro Players dont le Champion du Monde de Magic 2010, ayant eu accès au "God Book" afin de commenter l'édition pour le magazine français Lotus Noir. Wizards Of The Coast prend des mesures drastiques à l'encontre de ces quatre joueurs allant de 18 mois à 3 ans de suspension de la DCI.

### 13eédition: Magic 2012
- Date de sortie : juillet 2011
- Nombre de cartes : 249

Magic 2012 est une édition de base. Elle conserve cependant le bord noir traditionnellement réservé aux extensions.

#### Innistrad
- Date de sortie : septembre 2011
- Nombre de cartes : 264

Règles
- Avec cette édition apparaissent des cartes comportant deux faces. Elle n'a pas le dos Magic habituel. Son recto, qui affiche un symbole solaire et un coût de mana, est la représentation de la carte par défaut. Son verso est marqué d'un symbole lunaire et ne comporte pas de coût de mana, elle dispose cependant d'un indicateur de couleur, situé dans la ligne de type, les deux faces n'étant pas forcément de la même couleur (mais cela reste rare). Une carte recto-verso arrive toujours sur le champ de bataille, côté recto visible. Les caractéristiques du verso ne sont importantes que si la carte est sur le champ de bataille et que son verso est visible. Sinon, seules les caractéristiques du recto comptent. (Notamment en ce qui concerne le coût converti de mana qui reste toujours celui du recto.)

#### Obscure Ascension
- Date de sortie : février 2012
- Nombre de cartes : 158

Règles
- Nouvelle capacité, la Survivance, une créature qui à la survivance et qui va au cimetière revient en jeu avec un marqueur +1/+1, cette capacité ne fonctionne que si la créature n'a pas de marqueur +1/+1 sur elle.
- On voit également apparaître la capacité Heure Fatidique qui permet d'amplifier l'effet de la carte comportant cette capacité si le joueur qui la joue a 5 points de vie ou moins.

#### Avacyn ressuscitée
- Date de sortie : mai 2012
- Nombre de cartes : 244

Règles
- Cette nouvelle édition voit apparaître la capacité "Association d’Âme". Vous pouvez associer une créature possédant cette capacité à une autre créature dissociée quand l'une d'elles arrive sur le champ de bataille. Tant que ces deux créatures sont associés, elles gagnent une capacité commune indiquée sur la créature possédant l'association d'âme (défense talismanique, piétinement, vol, etc.).  Elles restent associées tant que vous les contrôlez toutes les deux.

### 14eédition: Magic 2013
- Date de sortie : juillet 2012
- Nombre de cartes : 245

Magic 2013 notée M13 est une édition de base. Elle conserve cependant le bord noir traditionnellement réservé aux extensions.

#### Retour sur Ravnica
- Date de sortie : octobre 2012
- Nombre de cartes : 274

Règles
Cette nouvelle édition voit le retour des guildes bicolores tant appréciées de Ravnica.
Les 5 guildes de l'édition sont :
- Azorius (Blanc Bleu) avec la capacité "détention" : Jusqu'à votre prochain tour, les créatures détenues ne peuvent ni attaquer ni bloquer et leurs capacités activées ne peuvent être activées.
- Izzet (Rouge Bleu) avec la capacité "surcharge" : Surcharge X (Vous pouvez lancer ce sort pour son coût de surcharge. Si vous faites ainsi, modifiez son texte en remplaçant toutes les occurrences de « ciblé(e) » par « chaque ».
- Rakdos (Rouge Noir) avec la capacité "emportement" : Vous pouvez faire arriver cette créature sur le champ de bataille avec un marqueur +1/+1 sur elle. Elle ne peut pas bloquer tant qu'elle a un marqueur +1/+1 sur elle.
- Selesnya (Vert Blanc) avec la capacité "peupler" : mettez sur le champ de bataille un jeton qui est une copie d'un jeton de créature que vous contrôlez.
- Golgari (Noir Vert) avec la capacité "récupération" : Récupération X (X, exilez cette carte de votre cimetière : Mettez un nombre de marqueurs +1/+1 égal à la force de cette carte sur une créature ciblée. Ne récupérez que lorsque vous pourriez lancer un rituel.)

#### Insurrection
- Date de sortie : février 2013
- Nombre de cartes : 249

Règles
Les cinq autres guildes bicolores sont regroupées dans cette édition :
- Orzhov (Blanc Noir) avec la capacité "extorsion" : À chaque fois que vous lancez un sort, vous pouvez payer un mana blanc ou noir. Si vous faites ainsi, chaque adversaire perd 1 point de vie et vous gagnez autant de points de vie.
- Simic (Vert Bleu) avec la capacité "évolution" : À chaque fois qu'une créature arrive sur le champ de bataille sous votre contrôle, si elle a une force ou une endurance supérieure à celle de cette créature, mettez un marqueur +1/+1 sur cette créature.
- Boros (Rouge Blanc) avec la capacité "bataillon" : À chaque fois que cette créature et au moins deux autres créatures attaquent, une capacité spéciale se déclenche.
- Gruul (Rouge Vert) avec la capacité "coup de sang" : Coût en mana + défaussez-vous de cette carte : La créature attaquante ciblée gagne +X/+Y jusqu'à la fin du tour. Parfois la créature attaquante gagne en plus une autre capacité (initiative, piétinement...).
- Dimir (Noir Bleu) avec la capacité "cryptage" : Après avoir joué le rituel, vous pouvez exiler cette carte de sort, encodée sur une créature que vous contrôlez. À chaque fois que cette créature inflige des blessures de combat à un joueur, son contrôleur peut lancer une copie de la carte encodée sans payer son coût de mana.

#### Le labyrinthe du dragon
- Date de sortie : mai 2013
- Nombre de cartes : 166

Règles
- la capacité de fusion : les cartes doubles ont deux rectos différents sur une même carte. Vous pouvez choisir quelle moitié de carte vous voulez lancer en payant le coût de mana de cette moitié, et seule cette moitié ira sur la pile. La fusion permet, si vous lancez cette carte depuis votre main, en payant ses deux coûts de mana, de jouer les deux rectos de la carte.

### 15eédition: Magic 2014
- Date de sortie : juillet 2013
- Nombre de cartes : 249

Magic 2014 notée M14 est une édition de base. Elle conserve cependant le bord noir traditionnellement réservé aux extensions.

#### Theros
- Date de sortie : septembre 2013
- Nombre de cartes : 249

Mécaniques propres au set
- Grâce : liée aux créatures-enchantements, les créatures avec la grâce peuvent être lancées soit en tant que créature, soit en tant qu'aura ciblant une créature. Si la créature enchantée quitte le champ de bataille, l'aura devient une créature.
- Héroïque : se déclenche à chaque fois que vous lancez un sort qui cible la créature avec cette capacité.
- Monstruosité X : en payant X mana, on met X marqueurs +1/+1 sur la créature et cela peut provoquer le déclenchement d'autres capacités pour des bonus supplémentaires.
- Dévotion : règle qui compte le nombre de mana coloré parmi les permanents sur le champ de bataille sous votre contrôle pour déterminer la magnitude des effets.
- Regard X : vous permet de regarder les X cartes du dessus de votre bibliothèque et de les remettre dans l'ordre de votre choix au-dessus ou au-dessous de votre bibliothèque.

#### Créations divines
- Date de sortie : 7 février 2014
- Nombre de cartes : 165

#### Incursion dans Nyx
- Date de sortie :2 mai 2014
- Nombre de cartes : 165

### Encyclopédies des cartes
- Collectif (trad. de l'anglais), Magic : l'Assemblée, l'encyclopédie officielle. Guide complet des cartes [« Magic -The Gathering: Official Encyclopedia - The Complete Card Guide, volume 1 »], Fleuve noir, 1997, 240 p. (EAN 9782265062948)
- (en) Beth Moursund, Magic - The Gathering: Official Encyclopedia, volume 2 (Mirage, Visions, Fifth Edition, Weatherlight, Portal, Arena League), The Duelist, 1997
- (en) Beth Moursund, Magic - The Gathering: Official Encyclopedia. The Complete Card Guide, Volume 3 (Tempest, Stronghold, Exodus, Vanguard, Portal Second Age, 1996 Pro Tour decks, 1997 World Championship decks), Thunder's Mouth Press (ISBN 1-56025-150-6)
- (en) The Complete Encyclopedia of Magic - The Gathering, Wizards of the Coast, 2003, 720 p.(Rassemble les éditions d'Alpha à la 7e édition, les extensions jusqu'à Apocalypse, les extensions Portal et Starter, l'extension Unglued, les cartes DCI/Arena et les cartes promotionnelles)(en) Brian Tinsman, Magic - The Gathering: Official Encyclopedia. The Complete Card Guide, Volume 6, Thunder's Mouth Press, 2001, 164 p. (ISBN 1560253436)7th édition, Invasion, Planeshift, Apocalypse, 2000 World Championships dekc

### Publications spécialisées
- Casus Belli, Excelsior, no 18 hors-série « Spécial cartes à jouer et à collectionner », avril-juin 1997.
- Lotus noir, Play Factory, no 13 hors-série « Magic : l'Assemblée, l'encyclopédie visuelle de toutes les cartes ! Volume 1 : 1993-1996 », 2007.
- Lotus noir, Play Factory, no 14 hors-série « Magic : l'Assemblée, l'encyclopédie visuelle de toutes les cartes ! Volume 2 : 1997-2000 », 2008.
- Lotus noir, Play Factory, no 15 hors-série « Magic : l'Assemblée, l'encyclopédie visuelle de toutes les cartes ! Volume 3 : 2001-2004 », 2008.
- Lotus noir, Play Factory, no 16 hors-série « Magic : l'Assemblée, l'encyclopédie visuelle de toutes les cartes ! Volume 4 : 2005-2008 », 2008.